# Jelena Janković
Jelena Janković (IPA: [jɛ̌lɛna jǎːnkɔv̞itɕ]) (in serbo Јелена Јанковић?; Belgrado, 28 febbraio 1985) è un'ex tennista serba.
Finalista agli US Open nel 2008, è stata numero 1 del mondo dall'11 al 17 agosto dello stesso anno e di nuovo dal 6 ottobre al 1º febbraio 2009. In carriera ha vinto 15 tornei WTA e 1 torneo WTA 125s in singolare (tra cui il Premier Mandatory di Indian Wells) e due in doppio, aggiudicandosi anche il torneo di Wimbledon nel doppio misto con il britannico Jamie Murray. Negli Slam vanta anche quattro semifinali: una all'Australian Open 2008 e tre all'Open di Francia nel 2007, 2008 e 2010. A Wimbledon, invece, ha raggiunto i quarti di finale cinque volte: nel 2006, 2007, 2008, 2010 e 2015. Inoltre, ha raggiunto tre volte la semifinale alle WTA Finals: nel 2008, 2009 e nel 2013. Ha partecipato una volta alle Olimpiadi, nelle Olimpiadi di Pechino nel 2008, raggiungendo i quarti di finale.

## Biografia
È la terzogenita di Veselin e Snežana Janković, entrambi economisti. I suoi due fratelli maggiori si chiamano Marko e Stefan. I primi contatti con il tennis di Janković avvennero al club di tennis della "Crvena Zvezda".
A 12 anni entrò a far parte della prestigiosa accademia tennistica di Nick Bollettieri e sotto la sua guida vinse l'edizione juniores degli Australian Open 2001.
Janković seguì inizialmente le orme dei propri genitori studiando economia alla Megatrend University di Belgrado; in seguito alla scelta di tentare la carriera professionistica del tennis ha deciso di sospendere a tempo indeterminato i suoi studi, senza tuttavia rinunciarvi definitivamente.

## Carriera sportiva

### Esordi
Jelena Janković è nata a Belgrado nella Jugoslavia, ora Serbia.
La tennista serba debutta nel circuito professionistico nel 2000, partecipando alle qualificazioni del torneo di Filadelfia, uscendo al primo round. Nel 2001, grazie a una wild card, accede per la prima volta al tabellone di un torneo WTA, a Indian Wells, dove conquista la sua prima vittoria nel circuito pro, prima di essere eliminata al secondo turno da Silvia Farina Elia.
Il 2002 è un anno di pratica per la serba che alterna tornei minori alle qualificazioni dei tornei WTA: tra di essi spiccano i quarti al torneo di Stanford, nel quale cede a Kim Clijsters in due set, dopo aver seriamente impegnato la belga nel primo. Il 2003 la vede proseguire l'apprendistato e la scalata della classifica: partecipa al suo primo torneo del Grande Slam, all'Australian Open, uscendo al secondo turno contro Amanda Coetzer. L'annata trascorre giocando molti tornei ITF, finché non si aggiudica il primo ITF ad ottobre, a Dubai, vittoria che le permette di entrare nella top 100 della classifica WTA.

### 2004
Il 2004 si apre con un'importante vittoria al primo turno dell'Australian Open contro la top ten Elena Dement'eva, battuta nettamente 6-1, 6-4, tuttavia la corsa della serba è breve, perché si ferma al turno successivo contro Jill Craybas. A maggio si aggiudica il primo titolo WTA a Budapest, battendo in finale Martina Suchá 7-6, 6-3. La serba prosegue l'annata ottenendo discreti risultati, ma le prestazioni migliori arrivano nel finale di stagione: a Filderstadt, partendo dalle qualificazioni, raggiunge i quarti dopo aver sconfitto Nadia Petrova e Daniela Hantuchová, arrendendosi a Lindsay Davenport; mentre a Linz, dopo aver sconfitto Patty Schnyder e Vera Zvonarëva, si arrende in semifinale ad Amélie Mauresmo. Questi risultati le permettono di raggiungere la ventottesima posizione del ranking.

### 2005
Il 2005 conferma i progressi dell'annata precedente. A Dubai Janković sconfigge Serena Williams 6-0, 4-3 rit. in semifinale, per arrendersi a Lindsay Davenport 6-4, 3-6, 6-4 in finale. Al torneo di Berlino raggiunge la semifinale, in cui viene battuta da Nadia Petrova 6-4, 6-7, 6-3. Sull'erba del torneo di Birmingham perde in finale contro la specialista Marija Šarapova. A ottobre raggiunge la finale a Seul, perdendo contro la giovanissima Nicole Vaidišová 7-5, 6-3, risultato che la porta al n. 17 della classifica.

### 2006: quarti di finale a Wimbledon

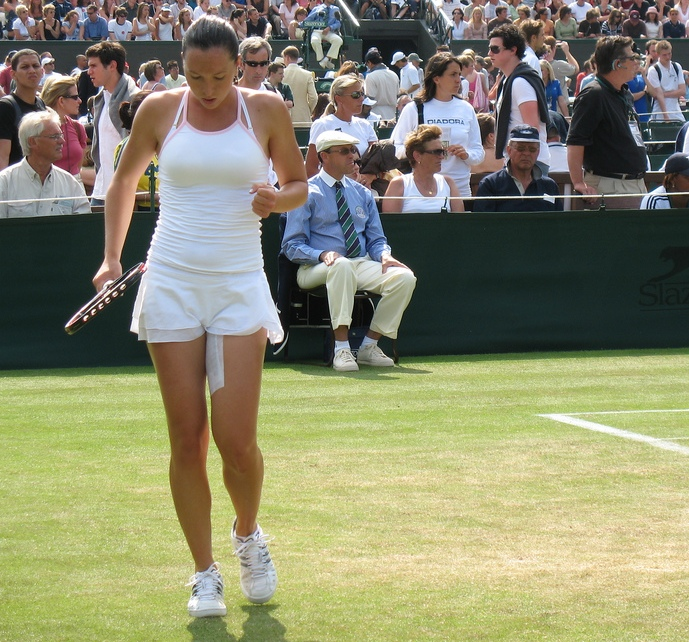
Jelena Janković a Wimbledon nel 2006

Il 2006 comincia in modo disastroso per Janković, che perde dieci partite di fila. Ottiene la prima vittoria a Roma, dove raggiunge i quarti, perdendo contro Venus Williams. Risolti alcuni problemi fisici la serba inizia a recuperare brillantezza, raggiungendo le semifinali a Strasburgo, in cui si ritira al secondo set contro Nicole Vaidišová.
Al Roland Garros esce al terzo turno per mano della numero uno, Amélie Mauresmo, per 6-3 6-3. A Wimbledon, al terzo turno riesce a battere la campionessa in carica, Venus Williams, perdendo al turno successivo contro Anastasija Myskina 6-4, 7-6. Sul cemento di Los Angeles, Janković sconfigge tra le altre Sania Mirza, Ana Ivanović e Serena Williams, perdendo in finale contro Elena Dement'eva.
Questo risultato le infonde fiducia per lo US Open, in cui batte Nicole Vaidišová nel terzo round, elimina Svetlana Kuznecova nel quarto e si prende una terribile rivincita su Elena Dement'eva, annicchilita 6-2, 6-1 nei quarti. In semifinale, contro la favorita Justine Henin perde 4-6, 6-4, 6-0, dopo avere condotto 6-4, 4-2, con una palla per il 5-2, non regge la tensione dopo un battibecco con il giudice di sedia per una chiamata sul suo servizio e da qui non sarà più in grado di opporsi alla belga.
Al torneo di Pechino sconfigge Nadia Petrova nei quarti ed esce in semifinale contro Amélie Mauresmo 6-1, 3-6, 7-6. Janković bissa le semifinali la settimana successiva al torneo del Canton, quando in svantaggio 7-5, 2-0 è costretta a ritirarsi contro Anna Čakvetadze. A ottobre Janković raggiunge la dodicesima posizione nel ranking. La tennista serba chiude l'annata positiva raggiungendo i quarti nei tornei di Stoccarda (eliminata dalla Kuznecova), Linz (battuta dalla Vaidišová) e Québec (ritiratasi contro la Pučkova).

### 2007: quattro tornei WTA, semifinale al Roland Garros e vittoria a Wimbledon in doppio misto

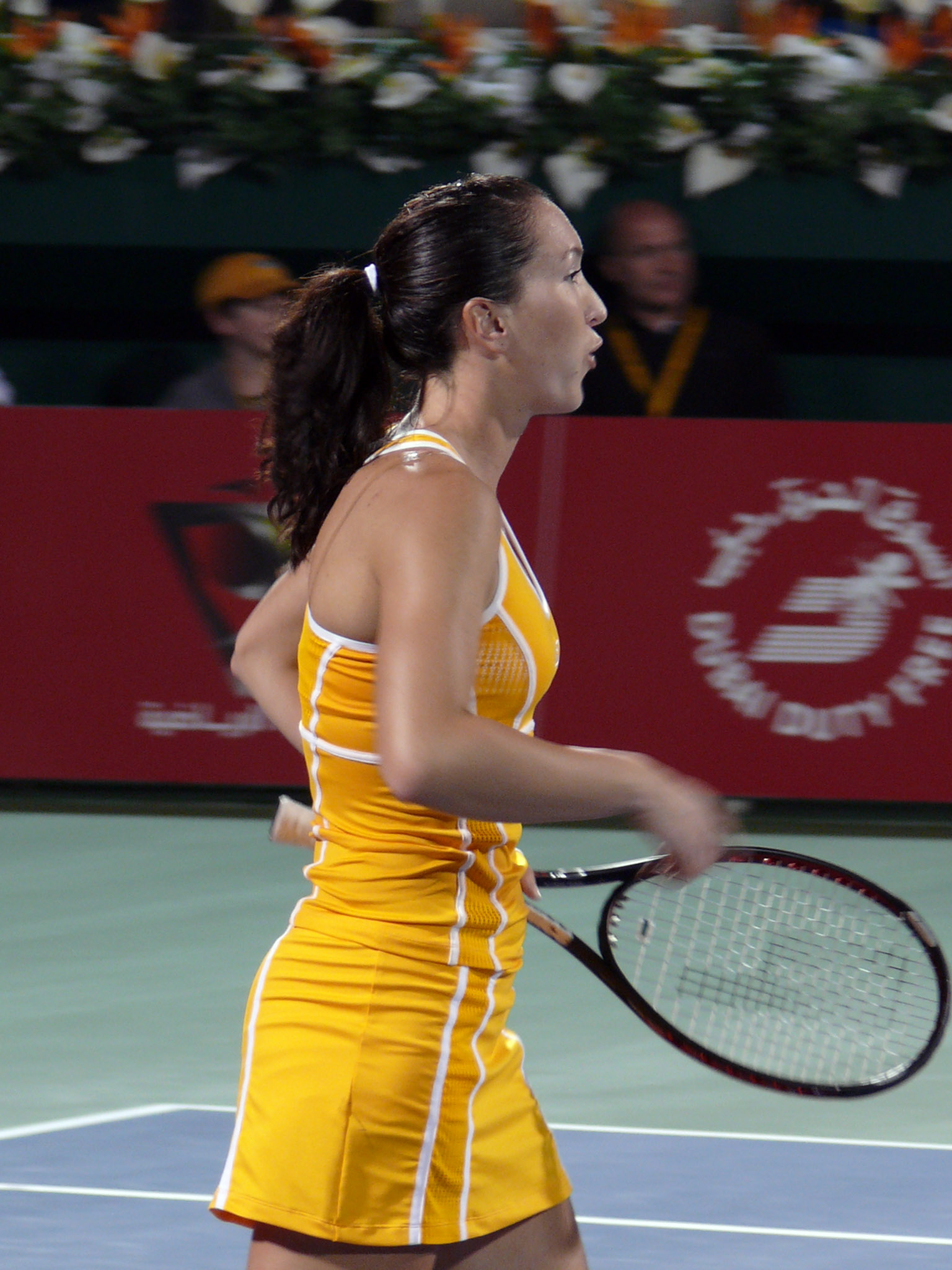
Jelena Janković nel 2007, a Dubai.

Janković inizia il 2007 con il piede giusto: al torneo di Auckland, dove è accreditata della testa di serie n.1, raggiunge la finale, in cui sfida la russa Zvonarëva. Il match è molto intenso: nel primo set la serba salva due set point, il secondo set viene aggiudicato dalla russa, grazie a un break nell'undicesimo game, infine nel terzo prevalgono definitivamente classe e tenacia della Janković, chiudendo in due ore e 45 minuti per 7–6(9), 5-7, 6-3. Positivo anche il torneo di Sydney, in cui supera la Hingis, la Stosur e la Mauresmo, trovandosi di fronte la Vaidišová in semifinale: Janković, grazie a un gran gioco dal fondo tiene in scacco la ceca, aggiudicandosi un match molto equilibrato. In finale affronta Kim Clijsters: la serba conquista un break al nono gioco e chiude il primo set 6-4; il secondo set, altrettanto equilibrato, offre a Janković due match point sul 5-4 e servizio che la belga annulla da vera campionessa.
Dopo avere perso queste occasioni la serba si demoralizza: nel tie-break del secondo set commette tre doppi falli, mentre nel terzo set finisce sotto 0-4, prova a rientrare in partita d'orgoglio recuperando qualche game, ma finisce 4-6, 7–6(1), 6-4. Janković dimostra comunque di esser in un buon periodo di forma e di potere ambire a risultati di spessore. La serba disputa un discreto Australian Open, anche se la sconfitta al quarto turno contro una Serena Williams appesantita e non ancora rodata dopo il suo rientro, dimostra più evidenti limiti psicologici e una sudditanza psicologica più che tecnica e atletica, come evidenziato da un fin troppo severo 6-3, 6-2 con cui Serena si è sbarazzata di Janković. La serba è anche vittima della sfortuna però, nel corso della semifinale del torneo di Dubai, mentre era in svantaggio 5-2 contro la Mauresmo, a causa di una brusca torsione della caviglia si procura una distorsione che le impedisce di correre e proseguire il match. A Doha è comunque in grado di giocare il torneo di Doha, dove si issa fino in semifinale contro Justine Henin: si aggiudica il primo set al tie-break, cede il secondo nettamente, ma impegna severamente nel terzo la campionessa belga, perdendolo 6-4.
Con questo risultato la serba continua a mostrare sensibili progressi e raggiunge il suo best ranking: il n.9. Ad Indian Wells la Janković disputa un torneo al di sotto delle sue attese, uscendo agli ottavi di finale contro la cinese Li Na, avversaria molto tosta e solida ma che per una Janković che aveva mostrato sensibili segnali di miglioramento era un'avversaria alla sua portata. Altrettanto sottotono il Tier I di Miami, in cui nel terzo turno affronta Mara Santangelo, vanificando 2 match point nel secondo set, quando ha servito sul 5-2, per farsi poi rimontare dall'italiana, sempre più padrona del campo che chiude 2-6, 7-6, 6-4. Ad Amelia Island la serba è sconfitta nelle semifinali dalla connazionale Ivanovic. Al tier I di Charleston Janković ha modo di rifarsi: al terzo turno si prende una netta rivincita sulla Santangelo, in semifinale ottiene una vittoria sofferta contro Venus Williams in rimonta di un set e ottenuta solo al tie-break del terzo. Galvanizzata dalla vittoria contro una delle più forti tenniste della storia, la Janković in finale annichilisce Dinara Safina con un doppio 6-2, aggiudicandosi il primo torneo tier I della sua carriera.
A Varsavia il suo cammino si arresta in semifinale contro la n.1 del ranking, la belga Henin, con il punteggio di 7-5, 2-6, 6-4, dimostrando che ormai il suo livello di gioco è molto vicino a quello delle migliori. Questo risultato le vale il suo nuovo best ranking, il n.6. La serba ha rinnovato la sfida con la belga anche al tier I di Berlino, questa volta ai quarti e a causa delle interruzioni dovute alla pioggia, il match è stato più volte sospeso e spalmato su due giornate. Nel terzo set decisivo Janković, pur conducendo 4-0 subisce un'incredibile rimonta della belga, che seppur più provata atleticamente dimostra di esser mentalmente più solida, mentre la Janković sembra pagare una sorta di complesso nei confronti della numero 1 del ranking. I quarti, assieme al ritiro della Clijsters, consentono alla serba di scalare un'altra posizione del ranking, raggiungendo il n.5 e tra l'altro di ottenere la testa della WTA Race per l'assegnazione degli 8 posti per giocare il Championship di fine anno. Janković si prende un pronto riscatto al Tier I di Roma, dove sconfigge Al'ona Bondarenko, la Dement'eva, la Schnyder in semifinale concedendole solo quattro game, per poi confrontarsi contro la Kuznecova per il titolo. Il match è equilibrato solo nel primo set, terminato 7-5 in favore della serba, che nel secondo viaggia sull'onda dell'entusiasmo, affiancando a un tennis muscolare colpi profondi e buona tattica chiudendo in scioltezza 6-1.
Anche a Parigi prosegue l'ascesa della tennista serba che ottiene alcune importanti vittorie contro avversarie temibili: al terzo turno supera Venus Williams, sulla quale prevale in particolare grazie alla maggiore tenuta atletica che le consente di chiudere il terzo set con il punteggio di 6-1, successivamente sconfigge Marion Bartoli e la Vaidišová nei quarti. In semifinale affronta la sua bestia nera, Justine Henin, su cui non riesce a prevalere per l'ennesima volta a causa del match perfetto giocato dalla belga che mantenendo le aspettative della grande favorita spazza via Janković con un duplice 6-2. Grazie ai punti della semifinale la serba balza al terzo posto del ranking e prosegue la corsa verso la vetta. La Janković si prende una pronta rivincita sull'erba di Birmingham dove supera in una combattuta finale Marija Šarapova, mentre sempre sull'erba, a 's-Hertogenbosch sfodera un'altra grande prestazione contro la Safina in semifinale, per poi arrendersi in finale a un'altra grande emergente, Anna Čakvetadze.

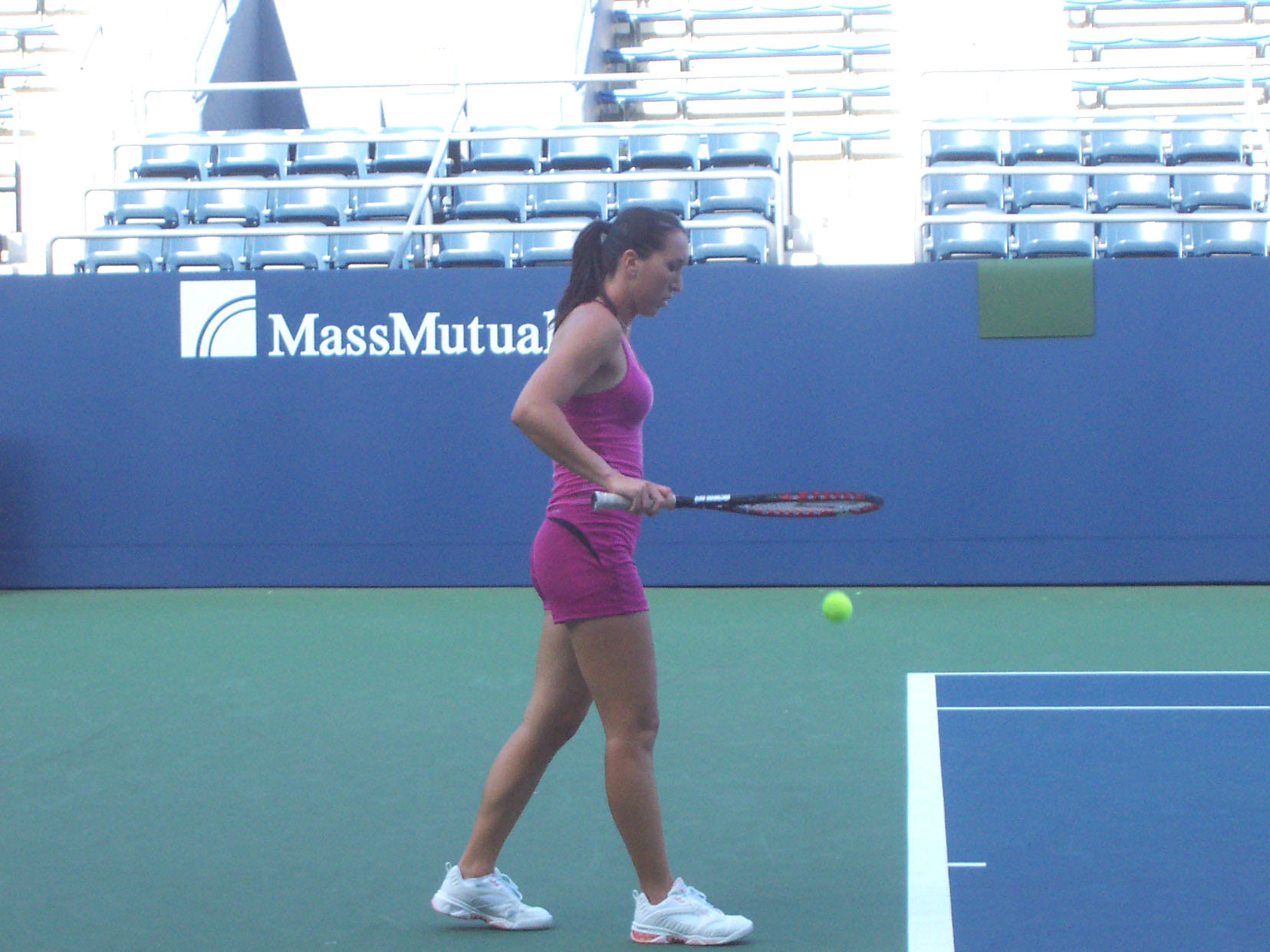
Jelena Janković all'US Open del 2007.

A Wimbledon la serba supera al terzo turno in un difficile match Lucie Šafářová, per essere poi sorprendentemente battuta al turno successivo da Marion Bartoli che la sorprende con un tennis votato all'attacco, mettendo in crisi le doti da maratoneta e l'abilità difensiva di Janković che le consentono di adattarsi meglio ad altre superfici. Il rientro nel Tier I di San Diego è deludente: la Janković esce al terzo turno per mano della talentuosa ma discontinua Marija Kirilenko perdendo 7-5 il terzo set. A Los Angeles invece la serba supera soffrendo i quarti contro la Azarenka, per poi affrontare in semifinale il derby contro la Ivanovic: il match è molto intenso e vede prevalere nel primo set Janković che dal secondo in poi inizia a diventare più fallosa e a subire l'handicap della differenza di efficacia tra i rispettivi servizi, perdendo così il match con il punteggio di 4-6, 6-3, 7-5. Al Tier I di Toronto la serba giunge in finale, nella quale incontra la Henin sua bestia nera, dopo avere superato la Golovin. L'incontro è molto equilibrato nonostante la belga si imponga in due set e conferma la buona attitudine di Janković per le superfici veloci, sulle quali la distanza dalla numero 1 è meno sensibile.
Allo Us Open un sorteggio non particolarmente fortunato la vede affrontare nei quarti la campionessa in carica di Wimbledon, Venus Williams, che sta ritrovando il suo tennis migliore. La serba si aggiudica il primo set per 6-4, il secondo è tutto per la reazione d'orgoglio di Venus che costringe alle corde la serba per 6-1, sfruttando il servizio decisamente più efficace. Nel terzo torna l'equilibrio, ma la superiorità atletica e l'attitudine vincente dell'afroamericana faranno la differenza sino al tie-break risoltosi 7-4 per la Williams. La stagione di Janković, complice la stanchezza, va in calando: perde nei quarti a Bali per mano della rientrante Davenport, dalla quale si vendica a Pechino in semifinale, per poi soccombere dall'astro nascente Ágnes Szávay. A Stoccarda perde nuovamente in semifinale contro la Henin, infine nel Championship di Madrid rimedia tre sconfitte nel round robin.

### 2008, l'anno migliore: numero 1 al mondo, prima finale Slam e ottavo torneo WTA

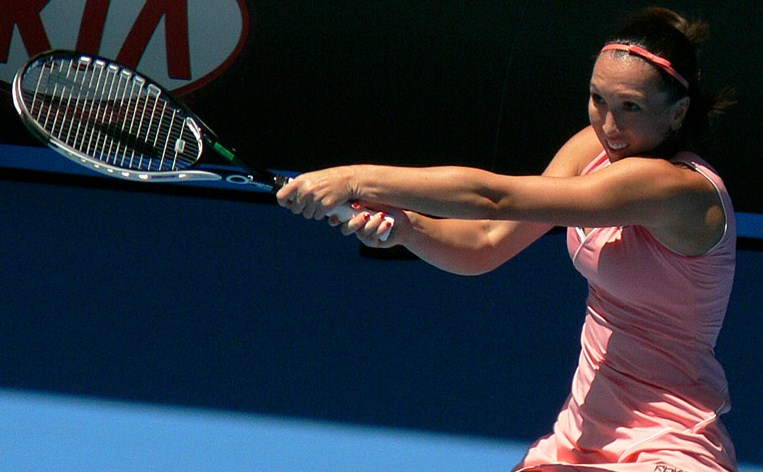
Jelena Janković all'Australian Open 2008

L'inizio di stagione della giocatrice serba è caratterizzato da alcuni infortuni e da una piccola operazione che rallentano inevitabilmente la preparazione per lo Slam australiano. Il 2008 della Janković inizia dal torneo di Sydney, nel quale è sconfitta nei quarti dalla ceca Nicole Vaidišová. All'Australian Open affronta una sfida intensa al primo turno contro la giovane grande promessa Tamira Paszek che si risolve 12-10 al terzo set, dopo che la serba è riuscita a salvare alcuni match point. Janković incontra nuove difficoltà al terzo turno contro la Razzano che la trascina al terzo set, mentre supera con autorità la campionessa uscente Serena Williams nei quarti. In semifinale, anche a causa di problemi alla schiena, è sconfitta nettamente da una Marija Šarapova in forma strepitosa che le concede solo quattro game aggiudicandosi il match per 6-3, 6-1. Successivamente al torneo di Doha è sconfitta ai quarti in due set dalla cinese Li.
Dopo le semifinali a Dubai ed Indian Wells, raggiunge la sua prima finale della stagione a Miami, dove perde contro Serena Williams per 6-1, 5-7, 6-3. Sulla terra battuta si ferma ai quarti a Charleston e Berlino per poi vincere il torneo di Roma per il secondo anno consecutivo: sconfitta in finale la giovanissima francese Alizé Cornet per 6-2, 6-2. Janković si presenta al Roland Garros in condizioni fisiche non ottimali, nonostante ciò riesce ad approdare alle semifinali, in un derby tutto serbo con la Ivanović. Il match offre un tennis splendido, da un lato la devastante potenza della Ivanović, dall'altro le brillanti doti difensive della Janković. Nonostante sia stata per ben due volte avanti di un break nel set decisivo non riesce a prevalere sulla sua avversaria. Il match si conclude con il punteggio di 6-4, 3-6, 6-4 per la Ivanović. Insieme alla prima finale in uno slam per Janković sfuma anche la possibilità di diventare la nuova numero 1 mondiale. Sull'erba di Wimbledon, superficie non particolarmente amata da Janković, soffre al terzo turno contro la danese Wozniacki procurandosi inoltre un piccolo infortunio al ginocchio destro che condizionerà il suo match di ottavi contro la veterana Tanasugarn, perso da Janković con il punteggio di 6-3, 6-2.

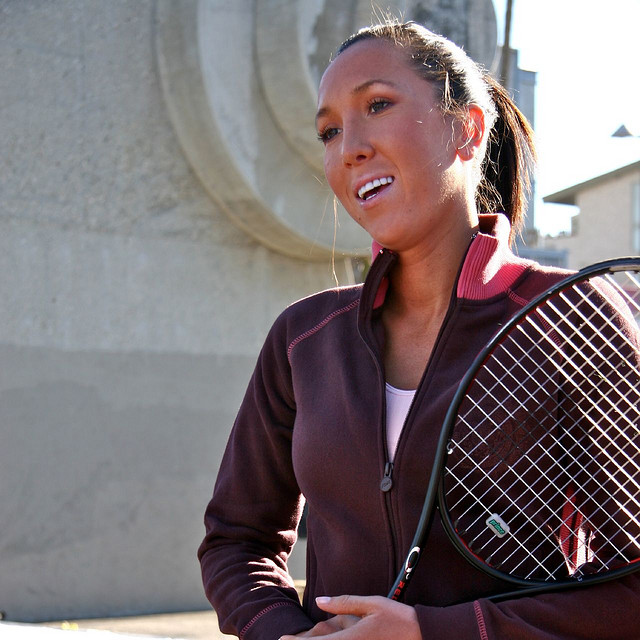
Janković nel 2008

Al torneo di Los Angeles Janković è la testa di serie numero 1 e vincendo il torneo avrebbe la possibilità di diventare la diciottesima numero uno mondiale, superando la Ivanović, da quando esiste la classifica computerizzata. La corsa della serba tuttavia è interrotta dalla Safina (futura vincitrice del torneo) in semifinale. Dopo aver battuto la Petrova nei quarti in 2 set, la Janković non riesce a ripetersi con l'altra giocatrice russa, perdendo il match con il punteggio di 7-6, 6-1. Nonostante ciò il divario che la separa in classifica dalla Ivanović comincia ad assottigliarsi. Sul cemento di Montréal Janković manca un'altra grande occasione. Avendo la Ivanović perso agli ottavi, raggiungendo la finale diventerebbe lei la prima giocatrice del ranking. Dopo aver impressionato per la facilità con cui si è sbarazzata delle sue avversarie al secondo e al terzo turno, perde inaspettatamente nei quarti contro la slovacca Cibulková, 7-5, 6-2, sprecando un vantaggio di 5 a 1 nel primo set.
Nonostante la sconfitta l'11 agosto 2008 Janković diventa comunque la 18ª giocatrice a raggiungere la prima posizione mondiale. Tuttavia la leadership della Janković dura appena una settimana, già il 18 agosto è scavalcata dalla Ivanović che si riprende il trono. L'avventura di Janković a Pechino, per il torneo olimpico, si interrompe nei quarti di finale. La serba, non in perfette condizioni fisiche a causa di un problema al polpaccio, viene battuta in tre set con il punteggio di 6-2, 5-7, 6-3 dalla giocatrice più in forma del momento, la russa Safina (che conquisterà poi la medaglia d'argento). Dopo una settimana di pausa hanno inizio gli US Open, la Janković è la testa di serie numero 2. La giocatrice serba supera la prima settimana non impressionando, al primo turno sconfigge agevolmente una wild card americana, al secondo fatica per 2 h e 44 m contro la svedese Ardvisson, al terzo supera in 2 set, 7-5, 7-5, la cinese Zheng, negli ottavi la giovanissima danese Wozniacki, 3-6, 6-2, 6-1.

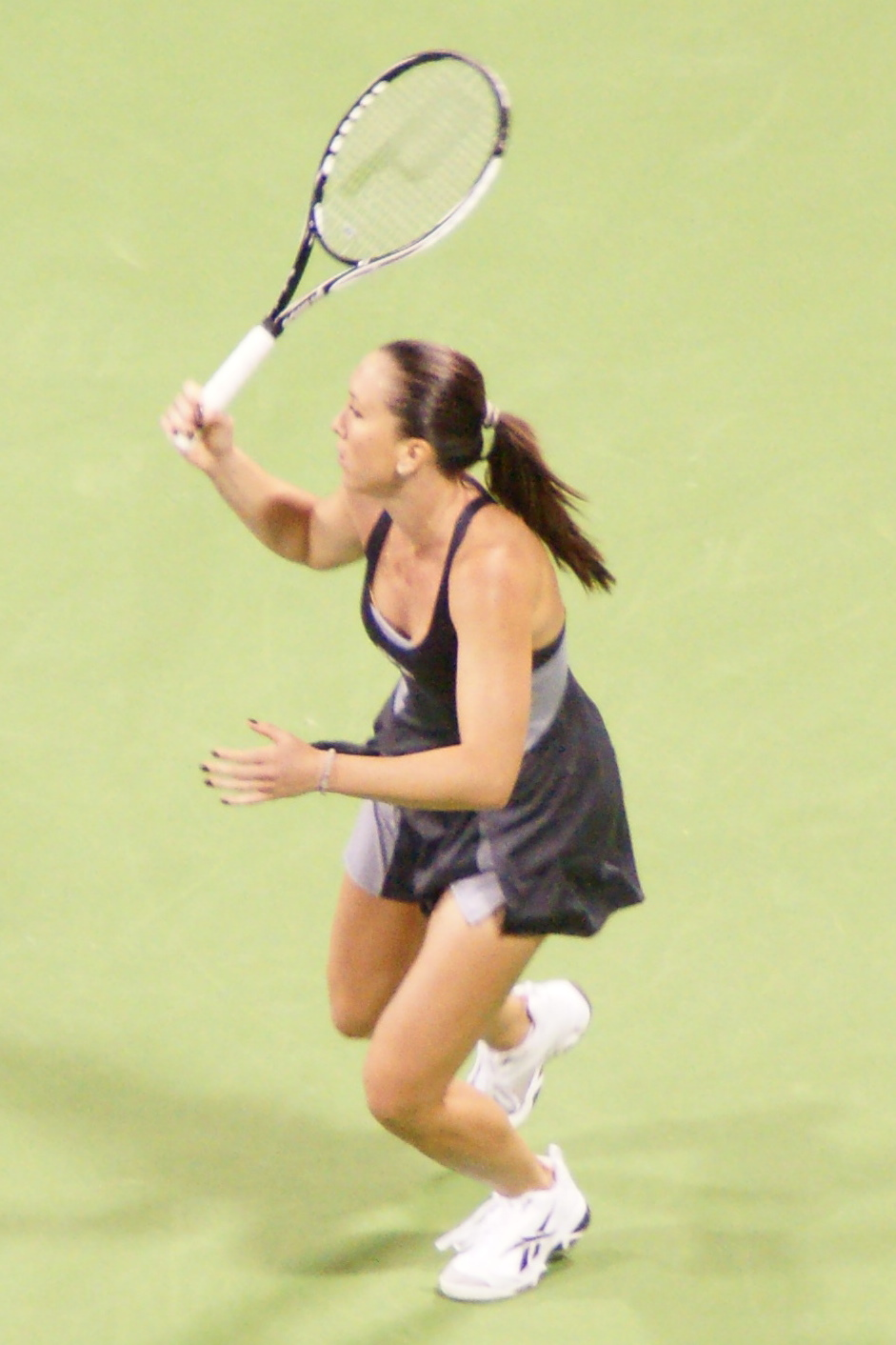
Jelena Janković ai WTA Tour Championships 2008.

Nei quarti ritrova il suo tennis migliore e mette fine alla corsa dell'austriaca Bammer, arrampicatasi sino ai quarti con un netto 6-1, 6-4. In semifinale sconfigge in due set la campionessa olimpica Dement'eva, e affronta Serena Williams nella sua prima finale di un torneo del grande slam, venendo sconfitta in due combattuti set. Al torneo di Tokyo Janković non fa molta strada: accreditata della prima testa di serie dopo aver battuto la Pennetta al secondo turno perde nei quarti in tre set combattutissimi contro la russa Kuznecova. Si prende la rivincita la settimana successiva a Pechino, dove supera in finale proprio la Kuznecova con un eloquente 6-3, 6-2. Una settimana dopo si aggiudica anche il torneo Tier II di Stoccarda superando Venus Williams in tre set in semifinale e Nadia Petrova in due set nella finale. Con il successo in Germania Janković si riprende il primo posto del ranking mondiale, confermandolo una settimana dopo con il netto successo nel Tier I di Mosca (il terzo successo consecutivo dopo Pechino e Stoccarda). Nel successivo torneo di Zurigo è eliminata negli ottavi di finale da Flavia Pennetta mettendo fine ad una striscia di 13 successi consecutivi.
Il suo ultimo torneo stagionale saranno i Wta Championships. Qualsiasi sarà il suo risultato al Master, Jelena Janković sarà in assoluto (sia maschile che femminile) la prima serba a terminare l'anno al n. 1. Janković è nel girone bianco insieme alla Ivanovic e alle russe Kuznecova e Zvonarëva. Nel primo match, opposta alla Ivanović, Janković vince con il punteggio di 6-3, 6-4. Contro la Kuznetsova si impone in due set nonostante un dolore alla schiena. Nell'ultimo match di round robin la giocatrice serba si fa sorprendere dalla Zvonarëva, perdendo il match in tre set, 2-6, 6-3, 6-4, sconfitta che comunque non mette in discussione l'accesso in semifinale, dove viene definitivamente eliminata da Venus Williams, 6-2, 2-6, 6-3. Termina la stagione ma le soddisfazioni per la giocatrice serba non finiscono. La ITF conferisce a Janković il titolo di campionessa mondiale 2008 e il comitato olimpico serbo la nomina, insieme al nuotatore Milorad Čavić, miglior atleta dell'anno.

### 2009: decimo torneo WTA

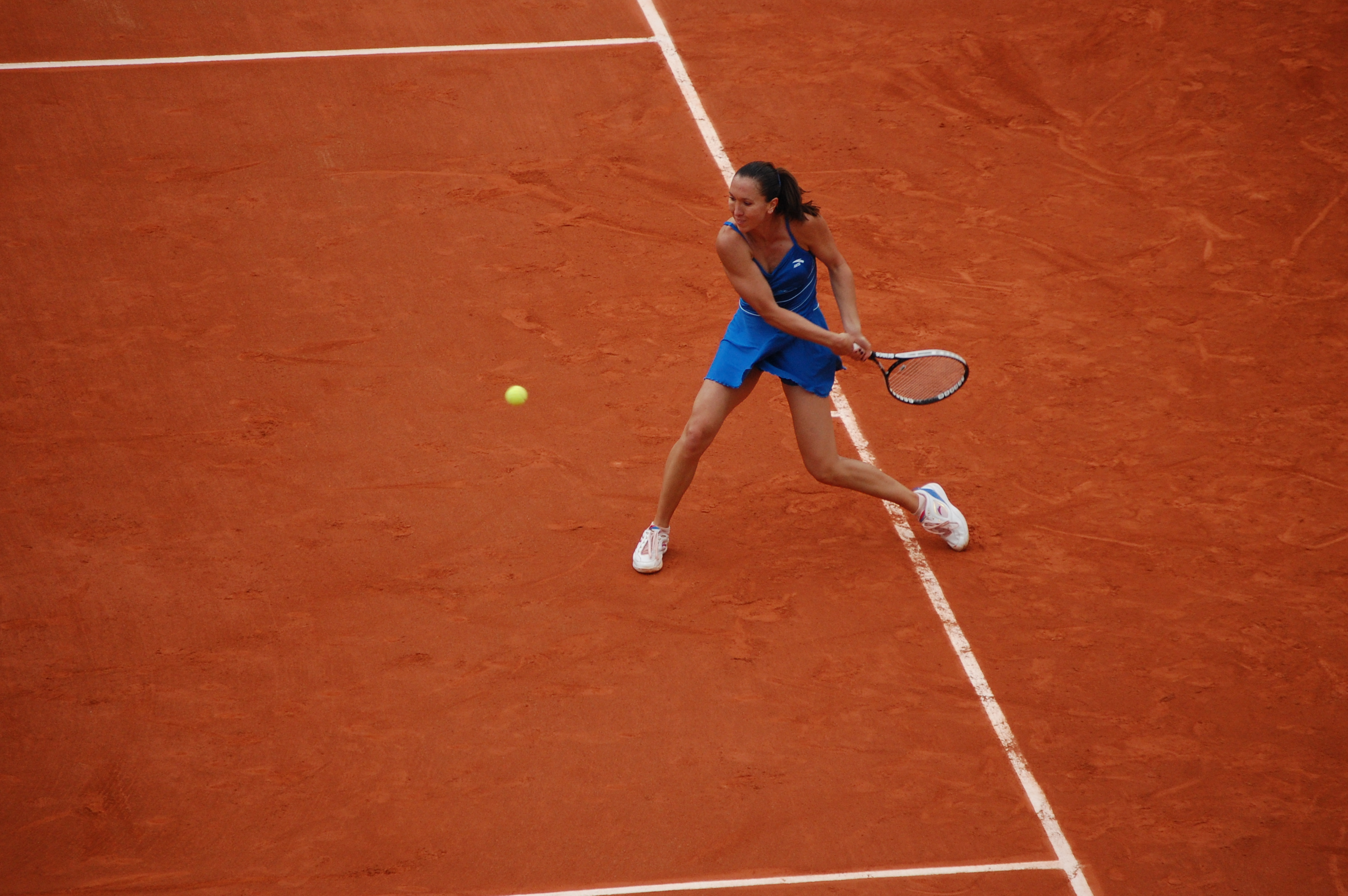
Jelena Janković agli Open di Francia 2009.

Il 2009 tennistico della Janković ha inizio con il torneo di esibizione di Hong Kong, dove la giocatrice serba è costretta al ritiro, fermata da un'intossicazione alimentare, in seguito al match d'esordio contra la statunitense Venus Williams perso con il punteggio di 6-2, 6-2. L'Australian Open, primo Slam dell'anno, è alle porte e Janković (numero 1 del seeding) è intenzionata a recuperare nel più breve tempo possibile la migliore forma per sfatare il tabù che non l'ha mai vista vincere un torneo di tale importanza. Il match di primo turno la vede opposta all'austriaca Meusburger, che viene liquidata in poco più di un'ora con un netto 6-1, 6-3. Facili vittorie anche nel secondo e nel terzo turno, contro la Flipkens e la veterana Ai Sugiyama. La n.1 del mondo, negli ottavi, viene sorprendentemente battuta dalla francese Marion Bartoli con il netto punteggio di 6-1, 6-4 e, a causa della sua prematura eliminazione nello slam australiano, è costretta a cedere la corona di regina a Serena Williams dopo 17 settimane consecutive in vetta (18 in totale). Al torneo di Parigi perde in semifinale contro una rinata Mauresmo e a Dubai perde inaspettatamente negli ottavi.
A fermarla, questa volta, è l'estone Kaia Kanepi. Continua il momento negativo per la tennista serba, al tier 1 di Indian Wells, dove difende la semifinale raggiunta il precedente anno, perde in due set al secondo turno contro la giovane Pavljučenkova, 6-4, 6-4. Delusione cocente anche al torneo di Miami: Janković cade al secondo turno in due set per mano dell'argentina Dulko dopo essere stata avanti nel punteggio in entrambi i set. In Spagna, al torneo di Marbella, arriva la prima affermazione dell'anno. La Janković si aggiudica il torneo, nonostante non abbia espresso il suo miglior tennis, battendo in finale la padrona di casa Suárez Navarro con il punteggio di 6-3, 3-6, 6-3. Janković non riesce a riconfermare i successi della scorsa stagione né sulla terra di Stoccarda né a Roma, dove difendeva due titoli consecutivi. In entrambe le occasioni perde nei quarti rispettivamente contro Pennetta e Kuznecova. Anche al torneo di Madrid la giocatrice di Belgrado non fa molta strada, perde ancora una volta nei quarti contro la mancina Schnyder in due set, 7-6, 6-3. Janković conferma, ancora una volta, di non avere ritrovato la forma migliore.

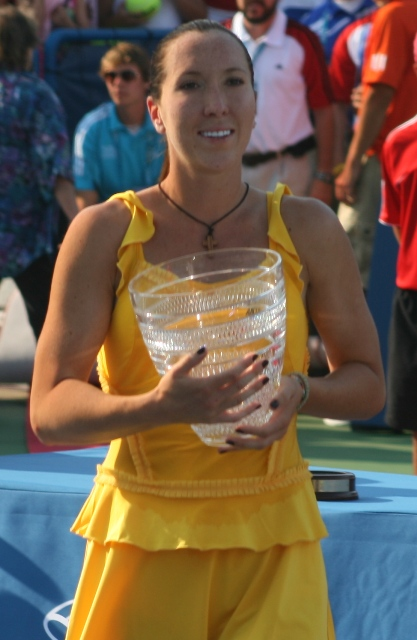
Jelena Janković campionessa a Cincinnati 2009.

La serba approda al Roland Garros, dove l'anno precedente aveva raggiunto la semifinale, in una condizione di forma precaria che non la porta lontano. Negli ottavi viene eliminata dall'esordiente rumena Sorana Cîrstea in 3 set 3-6, 6-0, 9-7 in quasi tre ore di match. La Cirstea dimostra un grande carattere nonostante la sua giovane età mentre la Janković dimostra ancora una volta di essere ben lontana dalla giocatrice che era stata capace nella scorsa stagione di issarsi fino alla prima posizione del ranking, Janković ha iniziato l'anno da numero uno ed ora è sesta. Sull'erba di Eastbourne, torneo di preparazione a Wimbledon, la serba perde al primo turno per mano della Čakvetadze, 7-6 3-6 2-6 lo score. Sull'erba dell'All England Club Janković perde al terzo turno contro la giovane promessa statunitense Oudin in tre set, 7-6, 5-7, 2-6. La Janković sembra completamente smarrita. Janković comincia a dare segni di ripresa nei tornei di preparazione per gli Us Open, dove ha da difendere la finale raggiunta lo scorso anno. A Stanford perde nei quarti contro la futura campionessa del torneo, Marion Batoli e raggiunge i quarti a Cincinnati dopo aver battuto negli ottavi una delle giocatrici più in forma dell'anno, Viktorija Azarenka. Dopo aver sconfitto nei quarti la Bammer, Janković vince una vera battaglia in semifinale contro la russa Dement'eva dove deve annullare ben quattro match point nel tie-break del terzo set. In finale è tutto facile per la serba che annichilisce la numero uno del mondo, Safina, con lo score di 6-4, 6-2.

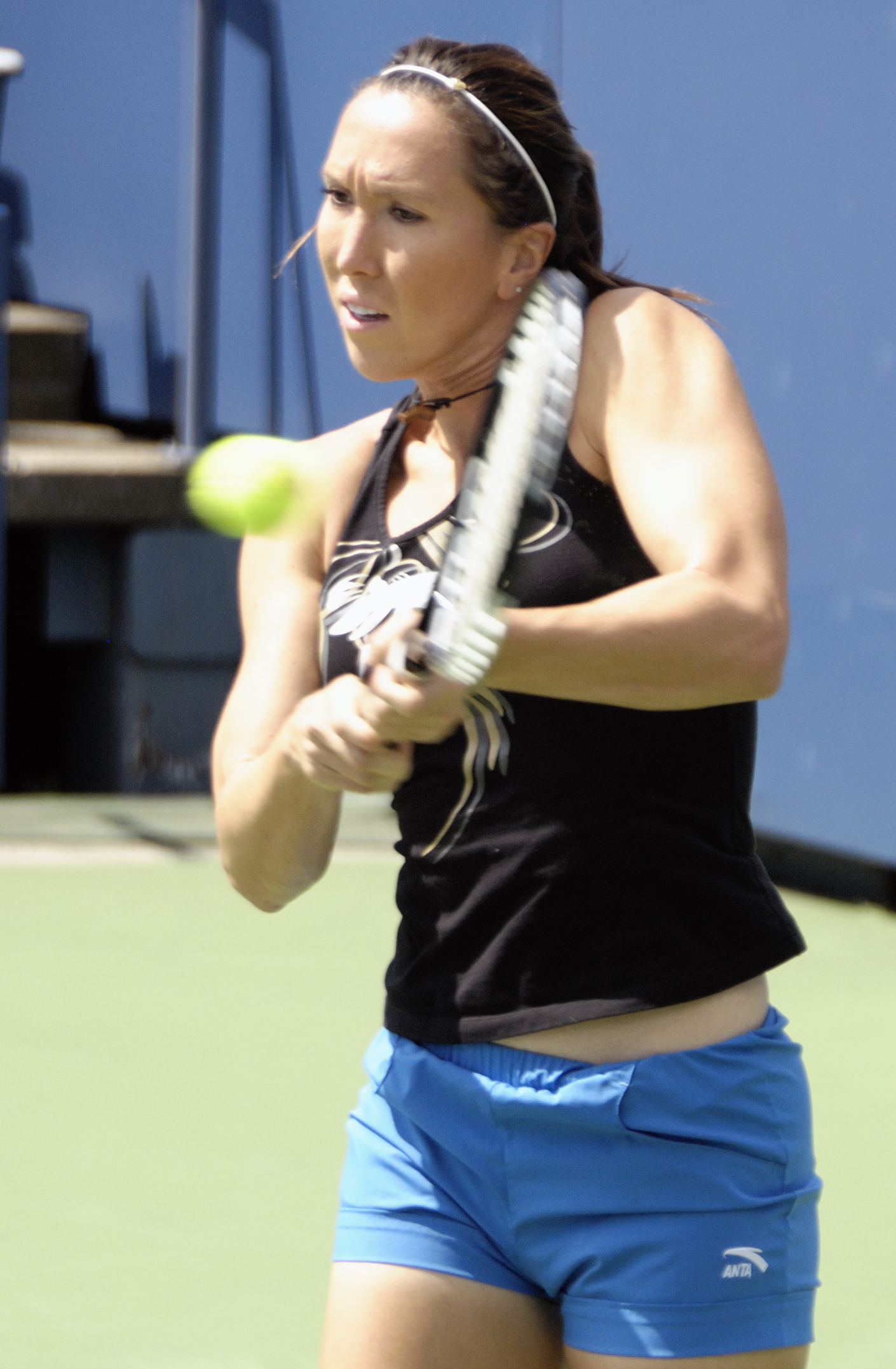
Jelena Janković all'US Open 2009.

La Janković esordisce allo US Open contro l'italiana Vinci che viene eliminata con un severo 6-2, 6-3. La convincente prestazione della serba fa ben sperare per la seconda settimana dello slam a stelle e strisce. Tuttavia la corsa della serba viene interrotta al secondo turno dalla Švedova che gioca un'ottima partita, mentre Janković dimostra di non essere in giornata. La kazaka vince con il punteggio di 6-3, 6-7, 7-6 e la serba precipita in classifica mondiale sino all'ottavo posto. Dopo pochi giorni la Janković dichiarerà di allontanarsi per qualche settimana dal tennis per recarsi a Belgrado a causa di un lutto familiare avvenuto qualche giorno prima. Al torneo di Tokyo Janković torna ad esprimere un tennis brillante, ma a causa di un infortunio al polso destro è costretta al ritiro in finale contro la russa Šarapova.
La settimana successiva la Janković disputa il torneo di Pechino, dove difende il titolo conquistato lo scorso anno, ma ancora condizionata dai problemi al braccio destro perde nel suo match d'esordio contro la beniamina di casa Peng in tre set. A causa della sua prematura eliminazione nel torneo cinese la giocatrice serba perde un'altra posizione in classifica mondiale, scivolando al nono posto, e mette in dubbio la sua qualificazione al Master di fine anno. Al torneo premier di Mosca Janković sconfigge al primo turno la Švedova, al secondo la Šafářová e approfittando dell'eliminazione al secondo turno della Zvonarëva, unica avversaria per l'ultimo posto disponibile per la qualificazione a Doha, si qualifica per i WTA Championships. Nei quarti ad attenderla c'è la padrona di casa Klejbanova. Forse un po' appagata dalla qualificazione al master di fine anno Janković perde in due set contro la russa (6-4, 6-3).
Il primo match di round robin a Doha la vede opposta alla bielorussa Azarenka. La Janković viene liquidata in poco più di un'ora con il severo punteggio di 6-2, 6-3. Grazie alle facili vittorie sulla Safina e la Wozniacki la serba si qualifica per le semifinali, dove ad attenderla c'è la maggiore delle sorelle Williams. Il match è una vera battaglia. Janković vince il primo set, 7-5, e sembra in grado di prendere un margine di vantaggio anche nel secondo, ma la tensione le gioca un brutto scherzo. 6-3 il punteggio finale per Venus nel secondo. Il terzo set è una vera battaglia che risolve a favore dell'americana per 6-4. Si ripete il copione dello scorso anno, Janković battuta in semifinale dalla Williams. La serba chiude l'anno all'ottavo posto del ranking. Finisce così una stagione sfortunata per la Janković che l'ha vista vincere pochissimo e precipitare in classifica mondiale.

### 2010: undicesimo torneo WTA e semifinale al Roland Garros

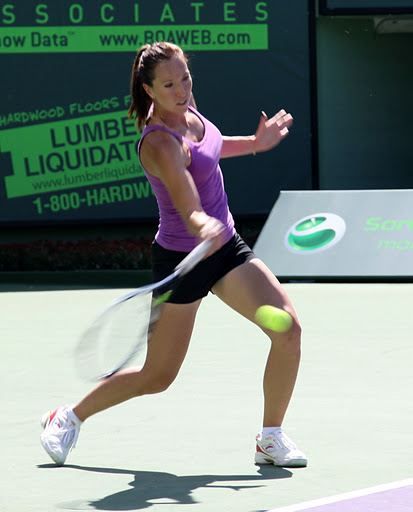
Jelena Janković in allenamento al Sony Ericsson Open di Miami.

Il 2010 per la Janković non ha inizio nel migliore dei modi. Janković perde al primo turno al torneo di Sydney contro la qualificata ungherese Ágnes Szávay in tre combattuti set. Cocente delusione anche a Melbourne. La serba perde al terzo turno contro Al'ona Bondarenko in due facili set. Continua il momento di crisi della Janković che si arrende negli ottavi a Dubai contro la russa Vera Zvonarëva e all'esordio contro la quasi sconosciuta Anastasija Sevastova nel piccolo torneo di Monterrey dove era tra l'altro accreditata della prima testa di serie. Questi deludenti risultati costringono Janković al nono posto in classifica mondiale. La serba nel frattempo interrompe il suo rapporto professionale con lo storico coach Ricardo Sanchez e si affida a Chip Brooks. Confortanti segnali di ripresa arrivano al Premier Mondatory di Indian Wells. La giocatrice serba batte nell'ordine l'esordiente croata Petra Martić, l'italiana Sara Errani a cui cede un set, la Peer negli ottavi, la russa Alisa Klejbanova nei quarti, l'australiana Samantha Stosur in semifinale e annichilisce in finale la giovane danese Caroline Wozniacki in due facili set, 6-2, 6-4 il punteggio. Questa importante vittoria fa guadagnare a Janković mille punti in classifica mondiale.
La giocatrice di Belgrado scavalca la polacca Radwanska e torna all'ottavo posto avvicinandosi alla Azarenka che è a poco più di duecento punti. A Miami la Janković affronta al primo turno una qualificata che batte con il punteggio di 6-4, 6-0. Nel secondo match sconfigge, non senza qualche difficoltà, la russa Elena Vesnina in due set 7-6, 6-3. La serba esce inaspettatamente di scena negli ottavi per mano di Samantha Stosur. L'australiana approfitta della giornata no di Janković per estromettere la testa di serie numero 7 del tabellone. Ha inizio la stagione sulla terra, Janković gioca al torneo di Charleston dove perde nei quarti contro la slovacca Daniela Hantuchová in tre set. Dopo aver inflitto nel primo set un severo 6-1 alla slovacca, la serba accusa un piccolo infortunio al polso sinistro.

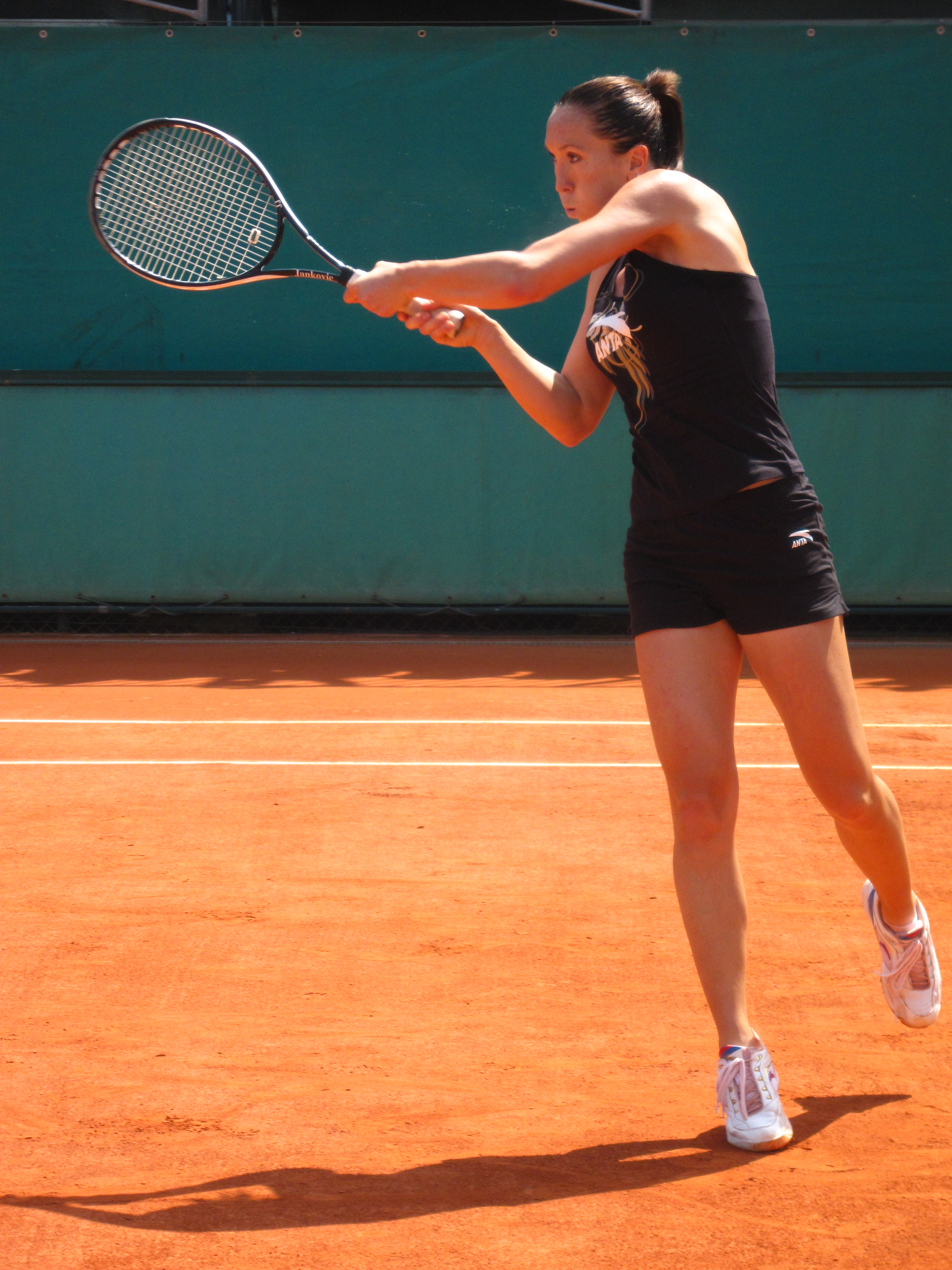
Jelena Janković in allenamento al Roland Garros.

Da lì in poi non sarà più in grado di contrastare l'avversaria perdendo le due successive partite con un duplice 6-3. Il torneo di Stoccarda apre ufficialmente la tournée europea sul rosso. Janković approda ai quarti di finale dove, dopo una vera e propria battaglia durata quasi tre ore, perde in tre set contro la sua bestia nera Justine Henin. A Roma, torneo molto amato dalla Janković, la serba dopo aver battuto Venus Williams e Serena Williams, rispettivamente nei quarti e nella semifinale, si arrende in finale alla sorpresa della settimana María José Martínez Sánchez con il punteggio di 7-6, 7-5. Al torneo di Madrid si ferma nei quarti contro la sorprendente francese Aravane Rezaï dopo aver vinto in tre set un secondo turno di lusso contro la connazionale Ana Ivanović.
Agli Open di Francia Janković è una delle principali candidate alla vittoria finale. La serba lascia solo un set per strada fino alla semifinale, traguardo che non raggiungeva dagli US Open del 2008. Il 3 giugno viene sconfitta proprio in semifinale dall'australiana Samantha Stosur con il netto punteggio di 6-1, 6-2. Nel torneo inglese più importante sull'erba (Wimbledon), la serba supera facilmente il primo turno contro Laura Robson con il punteggio di 6-3, 7-6 in suo favore. Al secondo turno si salva contro la canadese Wozniak in 3 set, 4-6, 6-2, 6-4. Nel turno successivo elimina con un eloquente 6-0, 6-3 la maggiore delle sorelle Bondarenko e si arrende alla russa Zvonarëva negli ottavi a causa di un infortunio alla schiena. Janković si ritira sul punteggio di 6-1, 3-0 per la sua avversaria. Il 2010 conferma la maledizione di Wimbledon, unico torneo dello Slam in cui la serba non abbia raggiunto almeno la semifinale.
Al torneo di Portorose la testa di serie numero uno si procura un infortunio alla caviglia destra, che le condizionerà la rimanente parte della stagione estiva. La Janković si arrende al secondo turno al torneo di San Diego e perde all'esordio a Cincinnati e Toronto. All'Open degli Stati Uniti Janković non fa molta strada, dopo avere superato a fatica i primi due turni, si arrende alla Kanepi in due set. A Tokyo è ancora l'estone Kanepi ad estrometterla dal torneo. I continui infortuni e la mancanza di partite vinte costringono la serba ad un periodo di crisi che continuerà fino alla fine della stagione. La giocatrice di Belgrado inanella una serie di pesanti sconfitte, secondo turno a Pechino, primo turno a Mosca e tre sconfitte al round robin del master di Doha dove era stata semifinalista negli ultimi due anni. La Janković chiude l'anno al numero 8.

### 2011: uscita dalla Top 10
Il 2011 della serba inizia sull'onda della precedente stagione. Al torneo di Sydney viene eliminata al primo turno dalla francese Aravane Rezaï. Janković si affida alle mani del coach romeno Andrei Pavel. Agli Open d'Australia, dopo avere superato agevolmente il primo turno, la Janković si arrende in due set alla cinese Peng Shuai. Nel mese di febbraio riesce ad approdare in semifinale al torneo di Dubai, dopo avere vinto due autentiche battaglie durate quasi tre ore contro la Kanepi e la Stosur, perdendo contro la futura campionessa del torneo, la danese Caroline Wozniacki. A Doha si ripete lo stesso copione, Janković perde contro la russa Vera Zvonarëva in semifinale, che un giorno più tardi alzerà al cielo il trofeo. Al torneo di Monterrey la serba, testa di serie numero uno, approda in finale lasciando le briciole alle avversarie.

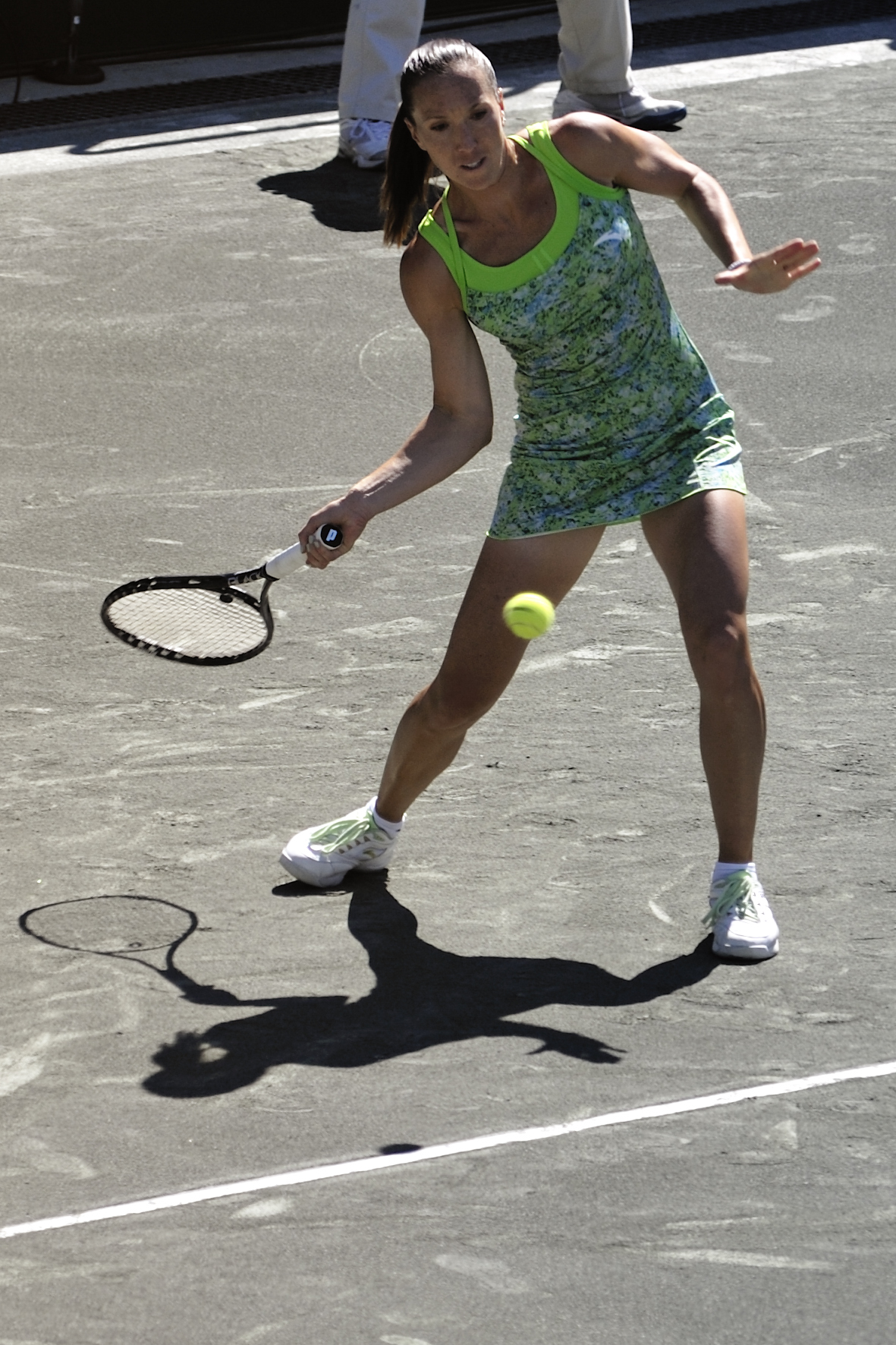
Jelena Janković a Charleston nel 2011.

Dopo aver vinto agevolmente il primo set con il punteggio di 6-2, la serba si distrae e lascia via libera alla giovane Anastasija Pavljučenkova che bissa il successo del precedente anno al torneo messicano vincendo gli ultimi due parziali 6-2, 6-3. Ad inizio marzo è chiamata a difendere il titolo conquistato l'anno prima al torneo di Indian Wells. Non disputa il primo turno perché in quanto testa di serie ottiene un bye. Al Secondo turno batte la wildcard americana Coco Vandeweghe per 6–2, 6–1. Al terzo turno supera la tedesca Julia Görges per 6–2, 6–4. Agli ottavi di finale viene eliminata dalla connazionale Ana Ivanović con il punteggio di 4–6, 2–6. Al torneo di Miami raggiunge i quarti di finale venendo però battuta da Andrea Petković in una partita molto lunga e combattuta, interrotta per pioggia dopo che la serba vinse il primo set molto agevolmente.
Continua il suo buon periodo di forma al torneo di Charleston dove è costretta alla resa in semifinale da Caroline Wozniacki per 4-6, 4-6. Partecipa poi all'incontro di Fed Cup con la Slovacchia valido per la qualificazione al World Group: Janković partecipa alla seconda giornata dove vince la sua partita contro Daniela Hantuchová per 6–2, 3–6, 7–5 e sempre nella giornata di domenica vince insieme ad Aleksandra Krunić uno straordinario match di doppio decisivo, riuscendo a vincere insieme all'altra giovane serba e quindi a far qualificare la Serbia, recuperando da 2-6, 5-1 (0-30). Comincia la stagione sulla terra e Janković partecipa al Porsche Tennis Grand Prix dove perde al secondo turno ancora contro Andrea Petković in una partita molto simile a quella di Miami avendo vinto infatti il primo set abbastanza agevolmente e al Mutua Madrilena Madrid Open perde sempre al secondo turno contro Lucie Šafářová in tre set molto lottati.

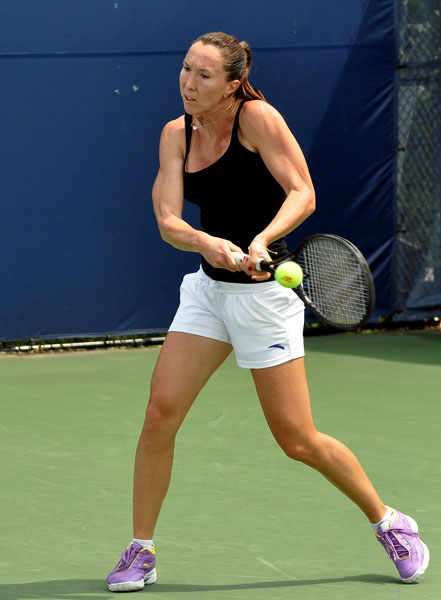
Janković nel 2011 a Toronto

Agli Internazionali BNL D'Italia, torneo dove Janković ha sempre dato il meglio dove deve infatti difendere la finale, non riesce però a farlo perdendo contro la numero 1 del mondo Caroline Wozniacki in una partita combattuta, al terzo set per poi perdere al primo turno al torneo di Brussels contro Sofia Arvidsson in un'altra partita in tre set. Approda quindi al Roland Garros non avendo convinto nei tornei di preparazione, mostra comunque una buona forma anche se costretta alla sconfitta contro Francesca Schiavone, poi futura finalista, agli ottavi di finale nell'ennesima partita al terzo set e con questo risultato esce per la prima volta dall'inizio del 2007 dalle top 10, scivolando alla quindicesima posizione. Finita una deludente stagione sulla terra partecipa direttamente al terzo Slam stagionale, Wimbledon, perdendo clamorosamente contro María José Martínez Sánchez al primo turno, cosa che non succedeva dal Roland Garros del 2005.
Dopo la deludente esperienza londinese, la serba partecipa alla Rogers Cup dove appare visibilmente sfiduciata e a tratti anche in confusione perdendo nettamente contro Julia Görges ma questo periodo negativo si interrompe al torneo di Cincinnati, torneo in cui ritorna a lavorare con l'ex allenatore Ricardo Sanchez, e dove batte Francesca Schiavone e Andrea Petković rispettivamente nei quarti e in semifinale ma nell'atto conclusivo è costretta alla resa dopo una partita combattutissima (la finale più lunga di tutto l'anno) contro Marija Šarapova. All'ultimo Slam stagionale approda quindi fiduciosa, ma nonostante questo perde al terzo turno contro Anastasija Pavljučenkova.
Nella trasferta asiatica perde al terzo turno contro Agnieszka Radwańska, partita dove ha sprecato varie occasioni nel secondo set dopo aver vinto il primo e perdendo poi al terzo molto nettamente; perde poi a Pechino al primo turno contro Tamira Paszek. Nuovo momento positivo giunge al penultimo torneo della stagione, a Linz, dove giunge fino alla semifinale perdendo contro Petra Kvitová in una partita simile a quella con la Radwanska due settimane prima. Perde infine al primo turno a Mosca con molta sorpresa da Ekaterina Ivanova. La stagione del 2011 si conclude quindi con veramente poche soddisfazioni, pochi acuti e che per la prima volta dal 2007 la vede terminare l'anno fuori dalle top 10.

### 2012: uscita dalla Top 20
La serba inizia il 2012 con i quarti a Brisbane dove viene eliminata dalla Schiavone, perdendo due opportunità di portarsi a casa il match nel terzo set. A Sydney viene eliminata da Viktoryja Azaranka e all'Australian Open viene eliminata al quarto turno dalla danese Wozniacki per 6-0, 7-5. Dopo un infortunio alla coscia sinistra, che non le permetterà di giocare al torneo di Parigi (Indoors), la serba verrà eliminata nelle semifinali di Dubai e Kuala Lumpur, rispettivamente da Agnieszka Radwanska e Petra Martić. Nel mese di marzo fallirà al secondo turno nei tornei di Indian Wells e Miami dopo un bye.

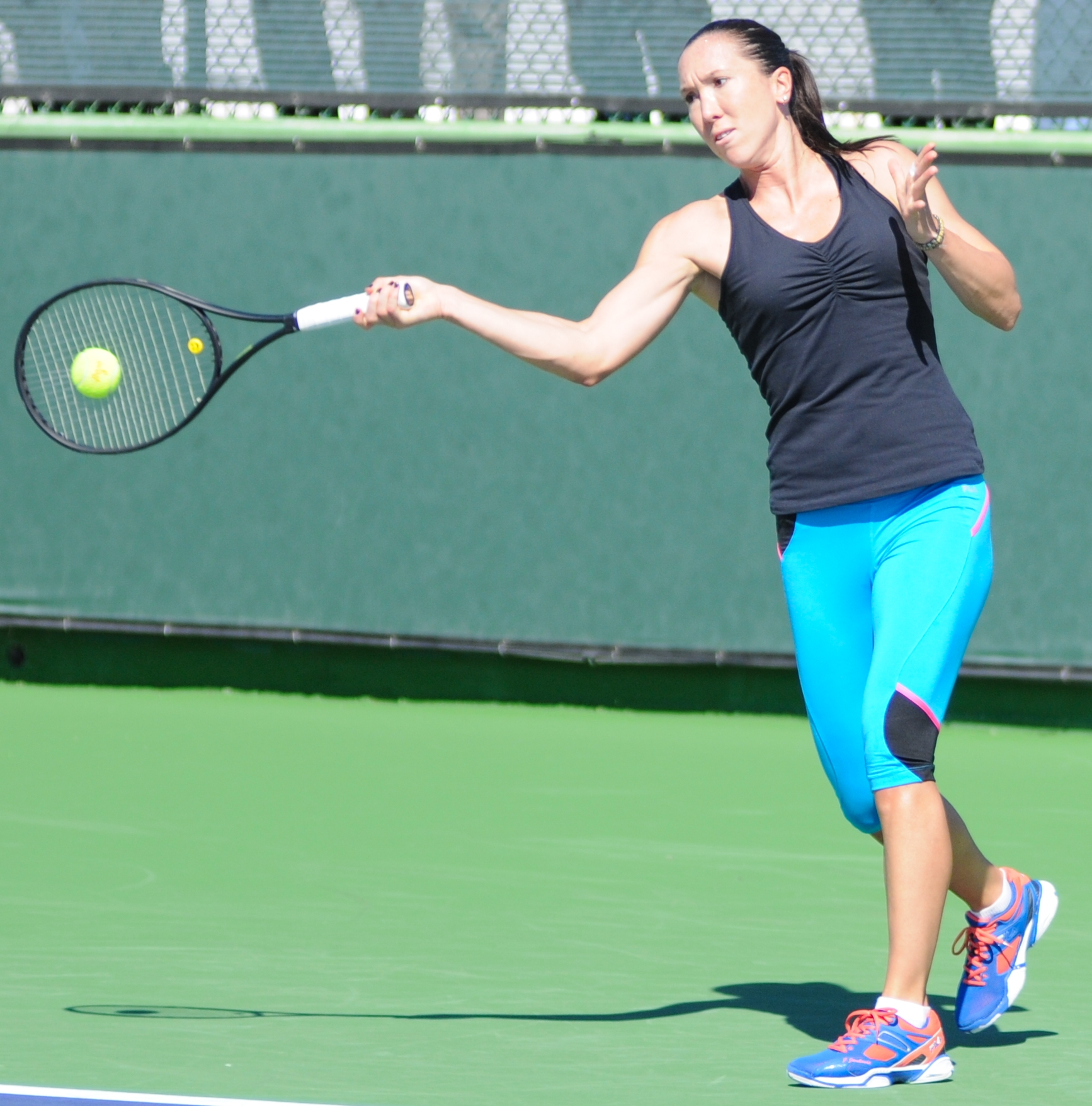
Jelena Janković in allenamento al BNP Paribas Open di Indian Wells.

Ad aprile verrà eliminata dalla maggiore delle Williams, Venus, al torneo di Charleston per 7-5, 6-0 e dopo una semifinale persa contro la tedesca Angelique Kerber al torneo di Copenaghen, verrà eliminata al primo turno del torneo di Stoccarda. Pessimi risultati ritorneranno a maggio, verrà eliminata al primo turno nei tornei di Madrid, Roma e Bruxelles. Al Roland Garros verrà eliminata a sorpresa al secondo turno dalla statunitense Varvara Lepchenko per 7–6(4) 4-6, 6-4. Questi pessimi risultati la portano, l'11 giugno 2012, alla posizione nº 22 del ranking.
A Birmingham, primo torneo su erba della stagione, la Jankovic si risolleva dalla crisi che ormai incombeva su di lei, raggiungendo la finale del torneo. La perderà contro la qualificata statunitense Melanie Oudin per 6-4, 6-2. Al torneo di 'S-Hertogenbosch la Jankovic perde al primo turno contro la svedese Sofia Arvidsson. Al Torneo di Wimbledon, la serba ottiene un tabellone non favorevole. Al primo turno, infatti, dovrà fronteggiare Kim Clijsters reduce da una semifinale. La belga si porterà a casa la vittoria per 6-2, 6-4. Parteciperà al torneo di Stanford dove otterrà un bye al primo turno. Verrà eliminata al secondo turno da Coco Vandeweghe. La settimana dopo esce ai quarti dopo una dura lotta contro Yung-Jan Chan per 6(4)–7 7–6(8) 7-5. Alle Olimpiadi un sorteggio non fortunato la oppone a Serena Williams al primo turno, dove perde nettamente 6-3, 6-1. Nei due premier americani perde in entrambi i casi all'esordio.
A Montréal viene battuta al secondo turno, dopo un bye all'esordio, da Aleksandra Wozniak per 6-2, 6-3; a Cincinnati, dove difendeva i punti della finale dell'anno precedente, viene battuta dalla Peng per 5-7, 7-5, 7–6(8). Giunge alla seconda finale WTA dell'anno a Dallas come testa di serie nº2, ma viene battuta nell'atto conclusivo dall'italiana Roberta Vinci 7-5, 6-3. Allo US Open 2012 viene sconfitta da Agnieszka Radwańska per 6-3 7-5 al terzo turno. Rimedia un'altra sconfitta per mano della Radwańska al secondo turno del torneo di Tokyo per 6-2 7-5. Partecipa successivamente al torneo di Pechino dove elimina ai primi due turni Petkovic e Niculescu. Si fermerà al terzo turno battuta da Carla Suárez Navarro. Giocherà l'ultimo torneo dell'anno a Lussemburgo dove perderà al secondo turno contro Andrea Petković. Quando la Serbia giungerà per la prima volta in carriera nella finale di Fed Cup, Janković giocherà due singolari, perdendoli entrambi, prima contro Petra Kvitová e poi contro Lucie Šafářová.

### 2013: dodicesimo torneo WTA, quarti di finale in doppio a Wimbledon e ritorno in Top 10
Janković inizia l'anno ritirandosi al torneo di Shenzhen. La Janković gioca poi al torneo di Sydney dove batte al primo turno Tamira Paszek, perdendo poi al secondo turno contro Roberta Vinci in una partita molto tirata. All'Australian Open, dopo aver vinto i primi due turni contro Johanna Larsson e Maria João Koehler, perde al terzo turno contro la connazionale Ana Ivanović. In seguito gioca a Doha dove perde però al primo turno contro Monica Niculescu, a causa anche di un infortunio avuto durante lo slam australiano per il quale ha anche dovuto saltare il primo incontro di Fed Cup. La serba conquista il suo tredicesimo titolo WTA a Bogotà, il primo dopo il successo ad Indian Wells nel 2010, battendo in finale con un netto 6-1 6-2 l'argentina Paula Ormaechea dopo aver vinto un'autentica battaglia in semifinale contro Karin Knapp, avendo prevalso infatti solo al tie-break del terzo set e battendo nei turni precedenti Julia Cohen, Mariana Duque Mariño e Alexandra Cadanțu.

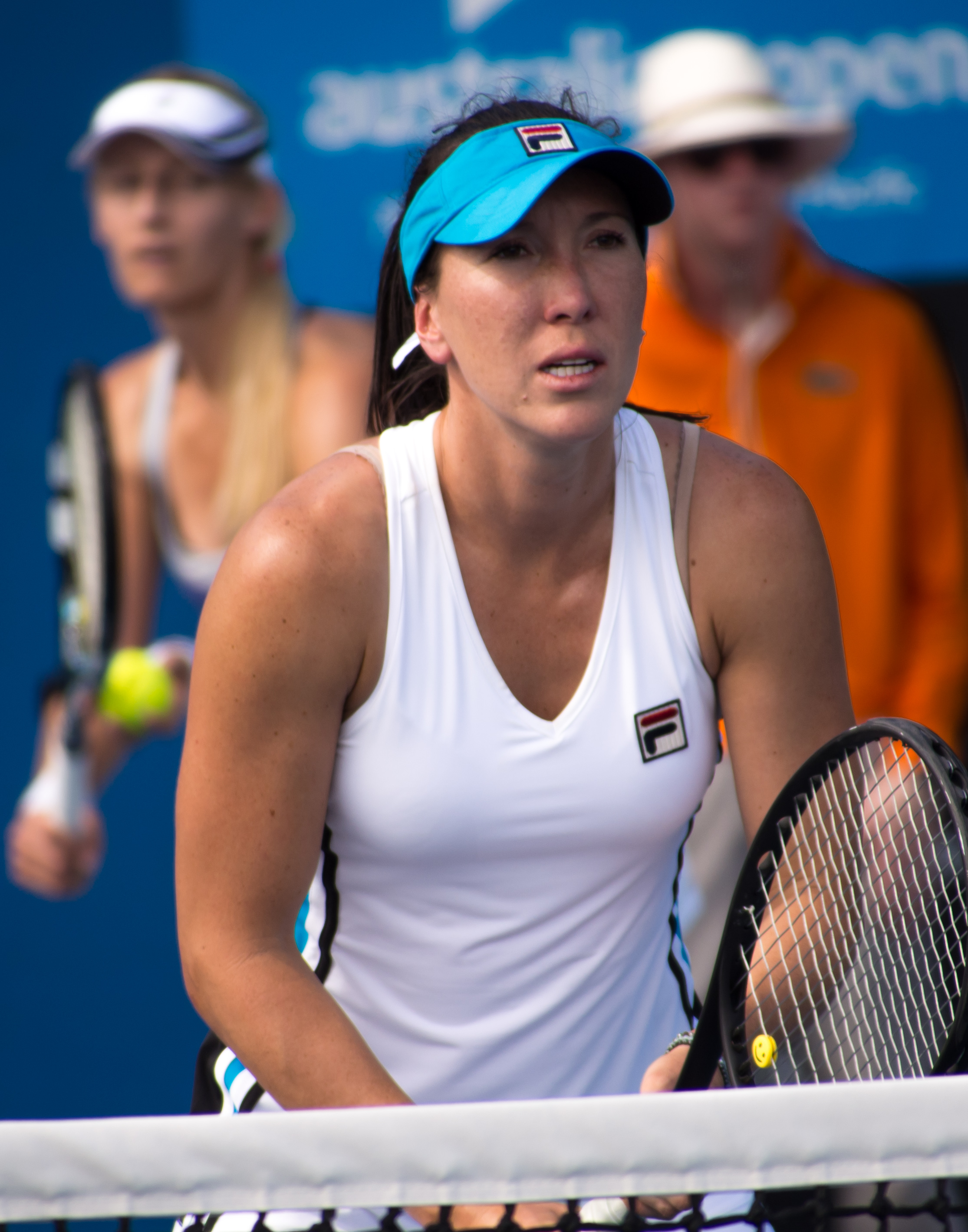
Jelena Janković in doppio insieme alla partner Mirjana Lučić-Baroni all'Australian Open 2013

Al torneo di Indian Wells esce al secondo turno contro Svetlana Kuznecova in tre tiratissimi set dopo aver ricevuto un bye all'esordio. Raggiunge, invece, la semifinale a Miami, dove la batte solo una grandissima Marija Šarapova in due set secchi. Nel suo cammino Janković aveva battuto la wild-cad Victoria Duval, la russa Nadia Petrova, la rumena Sorana Cîrstea e si è presa una rivincita sull'italiana Roberta Vinci. La serba rientrerà, comunque, nelle prime venti giocatrici mondiali. Ad aprile, continua il suo ottimo momento di forma. Infatti, al torneo di Charleston conquista la finale, concedendo solo tre set alle sue avversarie. Infatti nei primi due turni e in semifinale aveva sofferto nel battere la giocatrice di casa Melanie Oudin, la qualificata francese Caroline Garcia e la svizzera Stefanie Vögele; ben più agevoli le vittorie negli ottavi sulla qualificata americana Jessica Pegula e nei quarti sull'altra qualificata canadese Eugenie Bouchard.
In finale, gioca un buon primo set, ma non basta per battere una spietata Serena Williams che prevale 3-6, 6-0, 6-2. Nel torneo di Stoccarda, dopo essere riuscita a battere Samantha Stosur al primo turno, cede a quello seguente contro una buonissima Sabine Lisicki che prevale in due set molto combattuti. Nel seguente torneo di Madrid, perde subito al primo turno per mano della qualificata sudafricana Chanelle Scheepers in tre set combattuti, dove ha visto l'avversaria rimontare un set alla serba (vinto al tie-break) per conquistare i restanti due con il punteggio di 6-3. A Roma, invece, raggiunge i quarti di finale battendo nettamente ai primi due turni la bulgara Cvetana Pironkova e la connazionale Bojana Jovanovski, e al terzo turno supera la cinese Li Na in una partita durata quasi tre ore di gioco con il punteggio di 7–6(2), 7-5, mentre ai quarti deve arrendersi alla qualificata rumena Simona Halep per 4-6, 6-0, 7-5, dopo che nel set decisivo era stata avanti 3-0 (doppio break) e sul 5-4 non ha sfruttato due match point consecutivi, cedendo all'avversaria che perderà in semifinale contro la numero uno del mondo Serena Williams.

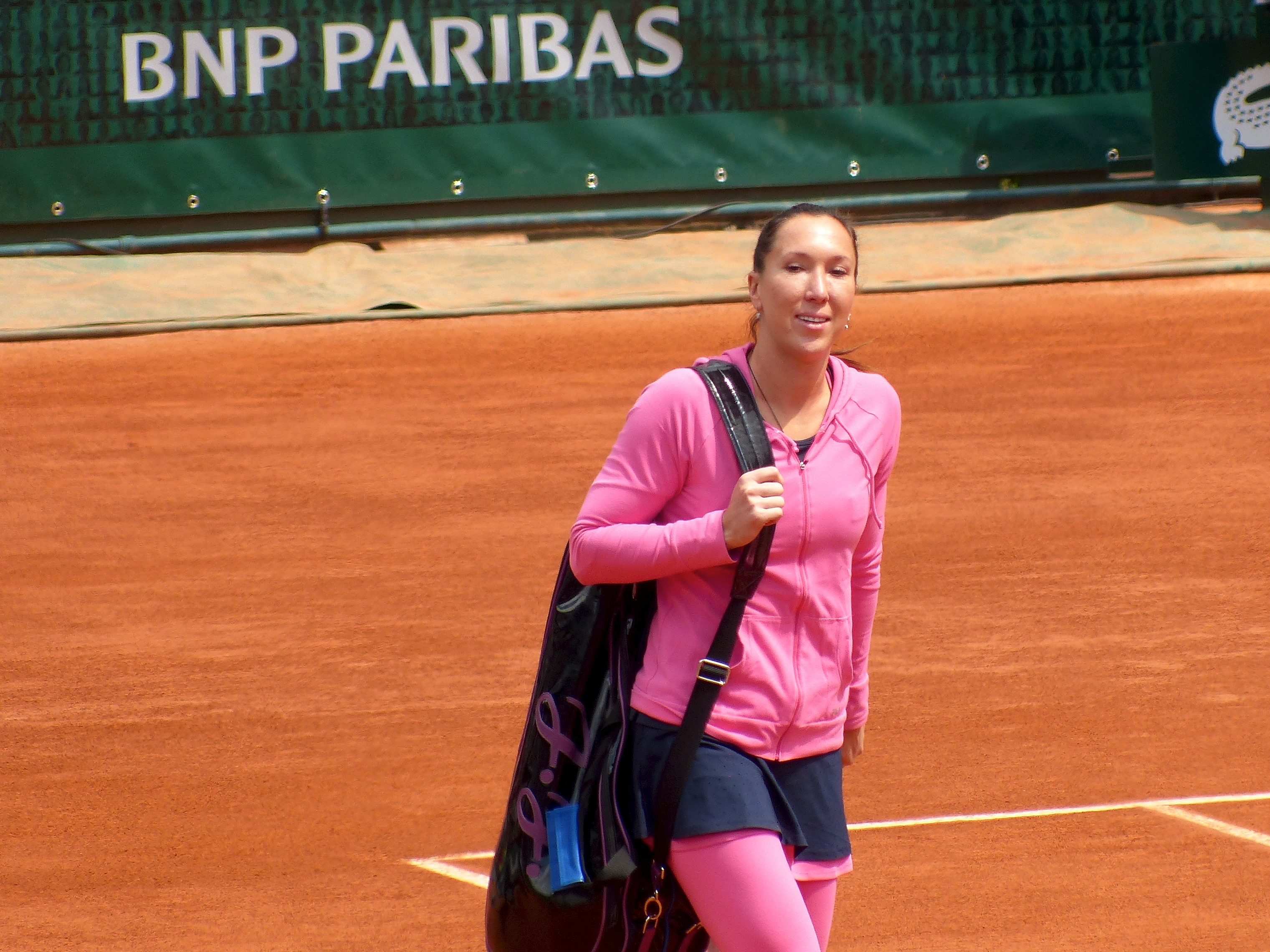
Janković agli Open di Francia 2013

Al Roland Garros ritorna a disputare un quarto di finale in uno Slam dopo quasi tre anni. Al primo turno batte la slovacca Daniela Hantuchová per 6-4, 7-6, rimontando nel secondo set uno svantaggio di 5-0. Nel secondo turno recupera da uno svantaggio di 0-3 nel primo set per poi sbarazzarsi della spagnola Garbiñe Muguruza Blanco, incapace poi di conquistare un game nel resto della partita. Nel terzo turno affronta Samantha Stosur e la batte per 3-6, 6-3, 6-4 e così riconfermandosi sull'australiana. Negli ottavi di finale batte senza troppi problemi la statunitense Jamie Hampton che viene liquidata in poco più di un'ora con il punteggio di 6-0, 6-2. Nei quarti sfida la numero due del mondo Marija Šarapova e riesce a conquistare a zero il primo set, ma non può nulla nei restanti due persi 6-4, 6-3, con la russa sempre più padrona del campo. In seguito Janković partecipa al Nürnberger Versicherungscup dove è accreditata dalla prima testa di serie. Perde la miseria di dodici game fino alla semifinale, dove però è costretta alla resa dalla rediviva Andrea Petković.

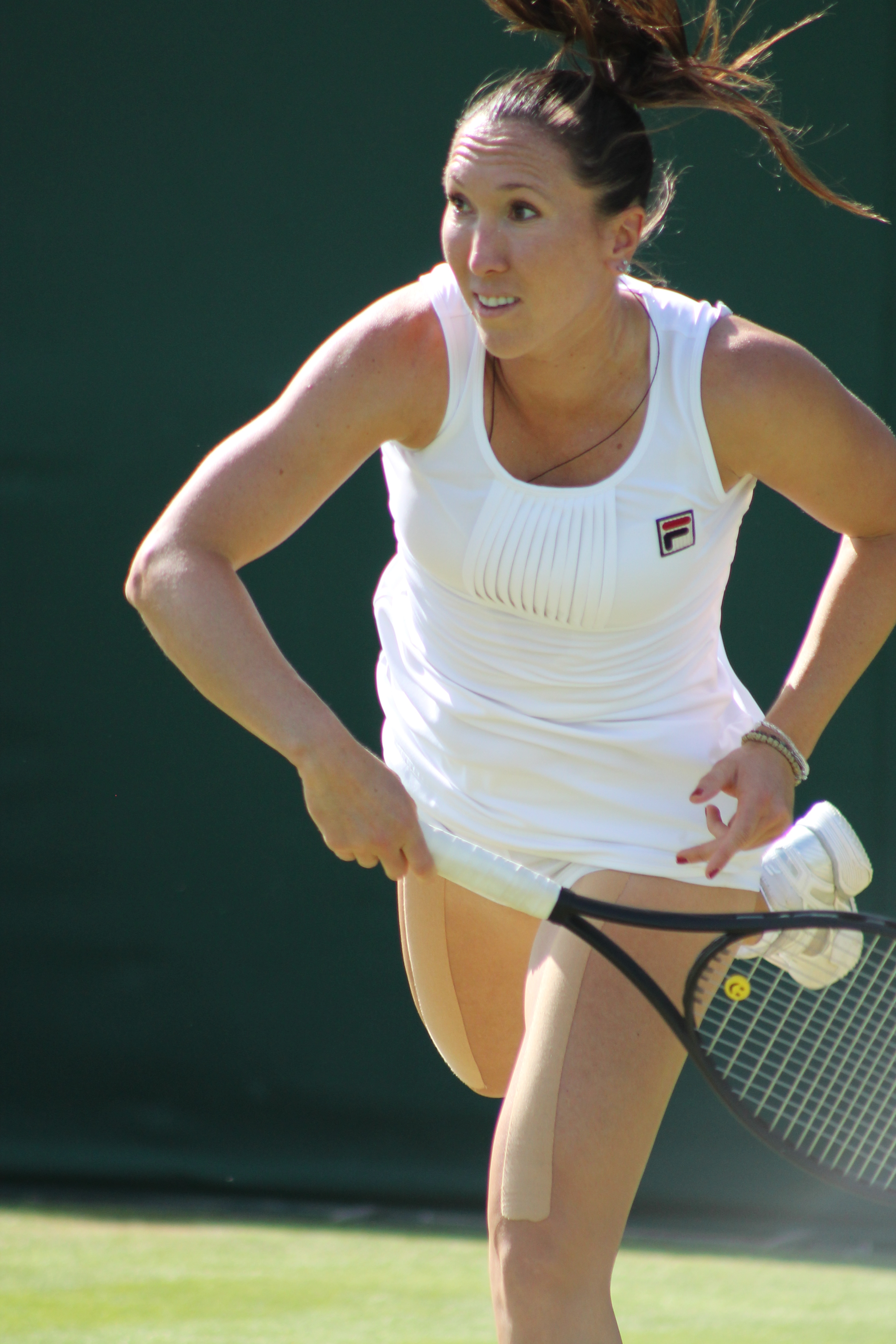
Janković a Wimbledon

Partecipa poi a Wimbledon senza aver partecipato ad alcuno torneo di preparazione sull'erba. Al primo turno riesce a battere seppur con qualche difficoltà nel secondo set la britannica Johanna Konta per 6-2, 7-5. Nel turno successivo spreca nel primo set e viene eliminata dalla connazionale Vesna Dolonc con il punteggio di 7-5, 6-2. Non solo la serba non sfrutta un ottimo tabellone che l'avrebbe portata fino in fondo nel torneo, ma ha anche sprecato la possibilità di rientrate in top ten. Ritorna a giocare al Southern California Open e supera con difficoltà il primo turno contro la giovane statunitense Mallory Burdette per 4-6, 6-1, 6-4, dopo essere stata in svantaggio di un break nel terzo set. Nel secondo turno affronta Urszula Radwańska, dove ne esce sconfitta con il punteggio di 6-2, 4-6, 6-3. La settimana seguente si presenta alla Rogers Cup dove supera a fatica i primi due turni contro le giovani Anna Tatišvili e Sharon Fichman, mentre agli ottavi viene sconfitta dalla futura finalista Sorana Cîrstea. In doppio, insieme a Katarina Srebotnik, conquista il secondo titolo WTA della carriera battendo in finale Anna-Lena Grönefeld e Květa Peschke; questo risultato la porta al numero 25 del mondo, suo best ranking.
Accreditata della testa di serie numero 14, la serba prende poi parte al torneo di Cincinnati dove nei primi turni è sempre costretta a ricorrere al terzo set per avere la meglio di Sabine Lisicki 7-6 5-7 6-2, di Ekaterina Makarova 2-6 6-3 6-3 e di Sloane Stephens 3-6 7-5 7-5. Nei quarti di finale affronta Roberta Vinci e la batte abbastanza nettamente per 6-0 6-4 (recuperando da 2-4), accedendo così alla semifinale contro Viktoryja Azaranka dove però è capace di tenere un solo servizio, sufficiente a portare a casa il primo set ma non la partita. La bielorussa la supera in un match pieno di break per 4-6 6-2 6-3. La tennista di Belgrado si può consolare con il raggiungimento dell'undicesima posizione nel ranking WTA. Prende parte agli US Open come la testa di serie numero 9. Al primo turno regola la giovane statunitense Madison Keys 6-3 6-4, al secondo batte la russa Alisa Klejbanova per 6-3 6-2, e al terzo turno supera con qualche difficoltà nel secondo set la qualificata giapponese Kurumi Nara con il punteggio di 6-4 7-6.

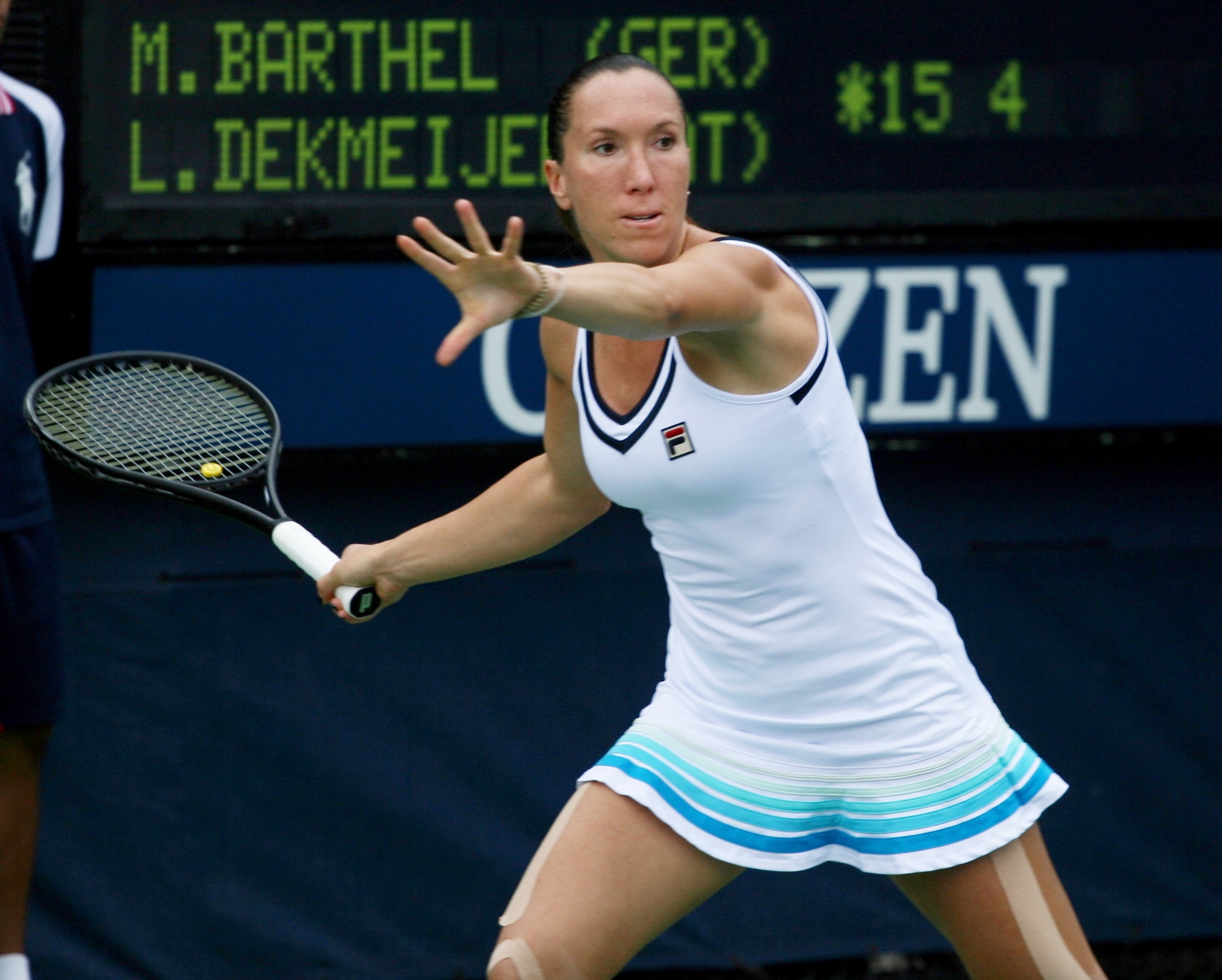
La Janković agli US Open

Raggiunge così gli ottavi di finale, dove racimola la miseria di tre contro una Li Na in grande spolvero. La serba può comunque pensare positivo, poiché ritornerà dopo più di due anni tra le top ten, posizionandosi proprio al decimo posto del ranking. Testa di serie numero 6 al Toray Pan Pacific Open di Tokyo, Janković riceve un bye all'esordio ed elimina al primo turno la nipponica Ayumi Morita per 6-4 6-1, ma viene sconfitta al terzo turno da Eugenie Bouchard che prevale 7-5 6-2. La Janković spreca così l'occasione di raccogliere punti preziosi per il Master di fine anno, e dopo tre settimane uscirà dalle prime dieci giocatrici mondiali poiché la Kvitová vince il torneo giapponese. Al China Open, la Janković torna ad esprimere un tennis brillante. Dopo aver faticato nei primi due turni contro Anastasija Pavljučenkova e Galina Voskoboeva, rifila un doppio 6-0 alla spagnola Carla Suárez Navarro e raggiunge così i quarti di finale. Nei quarti, dopo aver perso il primo parziale, batte dopo una maratona di due ora e mezza la ceca Lucie Šafářová accedendo alle semifinali. Nella semifinale recupera un set di svantaggio e batte la campionessa di Wimbledon 2011 Petra Kvitová per 6-7 6-1 6-1. In finale, Janković affronta Serena Williams.
La serba, forse anche appagata dalla stanchezza accumulata durante il torneo, viene sconfitta per 6-2 6-2. La Janković può comunque consolarsi del rientro in Top 10, posizionandosi in ottava posizione e della quasi certa qualificazione al Master di fine anno. Il 7 ottobre, si qualifica ufficialmente per i WTA Championships anche grazie al ritiro di Marija Šarapova. Dopo due settimane di stop, rientra in tempo proprio per il Master di fine anno. Dopo aver vinto il suo match inaugurale contro la numero 2 delle classifiche Victoria Azarenka per 6-4 6-3, la Janković viene sconfitta dalla cinese Li Na con il punteggio di 6-3 2-6 6-3. Grazie alla sconfitta della Azaranka in due set contro la Li, Janković si qualifica per le semifinali. A qualificazione già acquisita, la serba scende in campo nel suo ultimo match del White Group contro Sara Errani perdendo con un doppio 6-4. In semifinale, la terza raggiunta in carriera dopo quelle del 2008 e 2009, Janković viene battuta da una non ottima Serena Williams per 6-4 2-6 6-4. Jelena Janković chiude la stagione al numero 8 del mondo, in un'annata che l'ha vista rientrare nella Top 10 per la prima volta dal giugno del 2011.

### 2014: a ridosso della Top 10

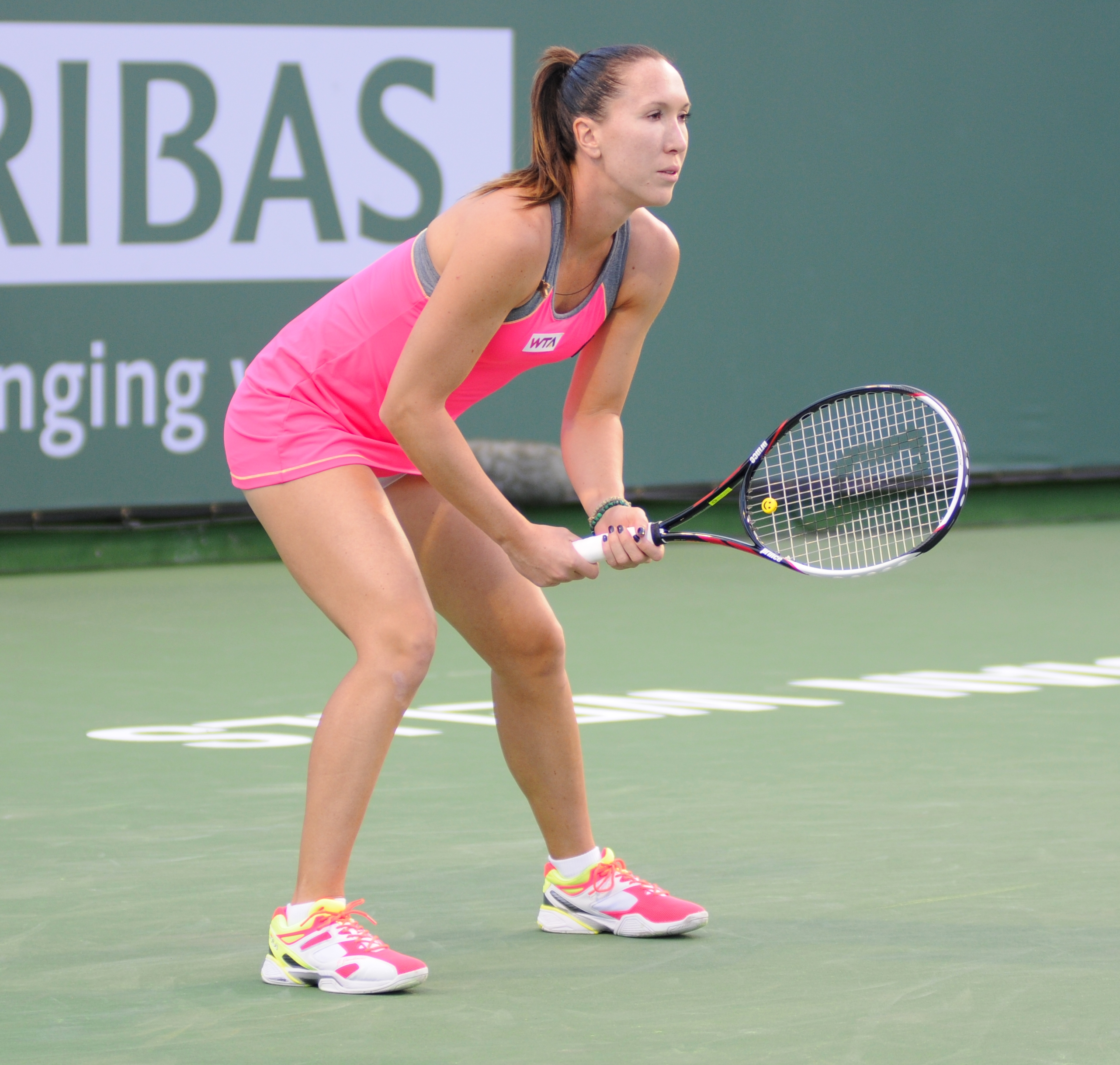
Janković a Indian Wells 2014

Janković comincia la nuova annata al torneo di Brisbane, primo premier dell'anno, dove si mostra subito in ottima condizione battendo in successione Francesca Schiavone, Elina Svitolina, Angelique Kerber per arrendersi solo in semifinale alla numero due del mondo Viktoryja Azaranka in tre set (1-6, 6-3, 6-4). Al torneo di Sydney invece la corsa della serba si arresta al primo turno per mano della russa Ekaterina Makarova in due rapidi set (6-4, 6-2). Prende parte agli Australian Open, nei primi tre turni dei quali estromette dal torneo tre giocatrici giapponesi, tutte in due set: Misaki Doi, Ayumi Morita e Kurumi Nara. Incontra il primo grande ostacolo agli ottavi di finale, in cui ad aspettarla c'è la romena Simona Halep, alla quale rimonta un set per arrendersi infine 6-0 al set decisivo.
A Doha ha un bye al primo turno, vince nettamente contro Karin Knapp nel secondo, annichilisce la Kleybanova agli ottavi, estromette Petra Kvitová ai quarti e si arrende ad Angelique Kerber in semifinale.
Partecipa agli Internazionali BNL d'Italia. Agli ottavi batte Flavia Pennetta, attuale nº 12 del mondo, con un netto 6-2 6-3, e ai quarti batte la polacca Agnieszka Radwańska. Nel match di semifinale è battuta dall'italiana Sara Errani. Agli Open di Francia, viene battuta ancora una volta dalla Errani questa volta agli ottavi.
Delude al Torneo di Wimbledon dove viene prematuramente eliminata al primo turno dall'estone Kaia Kanepi con un netto 6-3, 6-2.
Partecipa al torneo di Montréal, dove viene eliminata agli ottavi di finale dalla qualificata Coco Vandeweghe in tre set. A Cincinnati, invece, raggiunge i quarti, dove però deve arrendersi alla numero uno del mondo Serena Williams. Agli US Open, si ferma al quarto turno sconfitta dalla diciassettenne svizzera Belinda Bencic in due set. Finito il torneo, esce dalla top ten, restando però nei pressi all'undicesima posizione.

### 2015: sedicesimo torneo WTA e ottavi di finale a Wimbledon

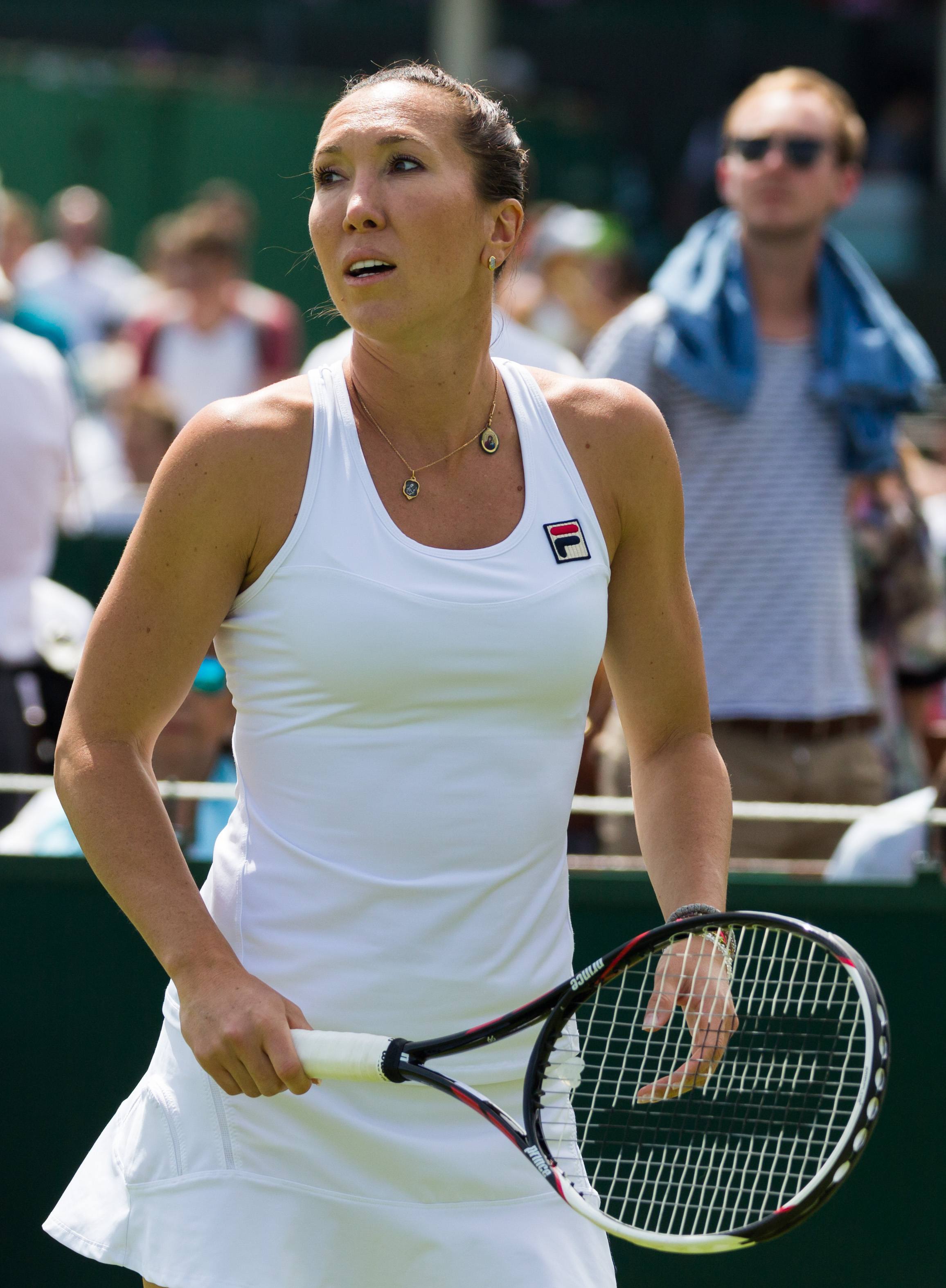
Janković a Wimbledon 2015

Inizia la stagione al torneo di Brisbane dove viene sconfitta al primo turno dalla wildcard Ajla Tomljanović per 7–6(6) 6-0. Anche agli Australian Open si ferma all'esordio, contro l'elvetica Timea Bacsinszky, per 1-6 4-6. A Dubai ottiene la prima vittoria della stagione sconfiggendo Tímea Babos per 6-3 4-6 6-1 ma al turno successivo esce di scena contro Garbiñe Muguruza, per 3-6 1-6. A Doha è costretta al ritiro contro Petra Kvitová. Ad Indian Wells rinasce, raggiungendo la finale, battendo, dopo il bye: Lauren Davis (6(5)–7 6-0 6-4), Madison Keys (5-7 6-4 6-3), Belinda Bencic (6-3 3-6 6-3), Lesja Curenko (6-1 4-1 e ritiro dell'ucraina), Sabine Lisicki (6-1 al terzo). In finale è attesa da Simona Halep, con la quale gioca un ottimo match, perso solo 6-4 al terzo. A Miami perde però al secondo turno contro Victoria Azaranka (1-6 1-6) mentre a Charleston viene eliminata al terzo turno da Danka Kovinić. A Roma sconfigge Camila Giorgi e Magdaléna Rybáriková, prima di perdere contro Petra Kvitová, in due set. A Strasburgo raggiunge i quarti, ritirandosi durante la partita contro Sloane Stephens. All'Open di Francia si presenta come testa di serie numero venticinque, ma la sua avventura si interrompe al primo turno contro Sesil Karatančeva, per 6-3 6-4. Nella stagione sull'erba, partecipa al Topshelf Open in Olanda, dove è testa di serie numero 2. Nei primi due turni elimina Smitkova (7-5 6-4) e Hlavackova (6-1 6-4) mentre ai quarti si sbarazza di Annika Beck, per 6-4 6-1. La sua corsa si ferma in semifinale, battuta con un doppio 6-4 da Belinda Bencic. A Birmingham non va oltre il terzo turno, sconfitta dalla futura campionessa Angelique Kerber (4-6 2-6). A Wimbledon è accreditata della testa di serie numero 28 e nei primi due turni la spunta al termine di 2 maratone (contro la Vesnina e contro Evgenija Rodina). Al terzo turno compie un'impresa, estromettendo dal torneo Petra Kvitová (campionessa in carica), per 3-6 7-5 6-4. Al quarto turno, però, perde contro Agnieszka Radwanska, per 5-7 4-6. A Istanbul si arrende all'esordio contro Urszula Radwanska. A fine luglio si impone all'ITF di Nanchang, senza perdere nemmeno un set. Dopo un secondo turno a Toronto a Cincinnati raggiunge la semifinale, perdendo solo contro Simona Halep. Fa male agli US Open dove viene battuta all'esordio da Océane Dodin in tre set. Nel mese di settembre torna a vincere un titolo WTA a Guangzhou, dove era numero 4 del seeding. Nel corso di tale evento ha sconfitto, nell'ordine: Elena Vesnina (7-6(3) 6-3), Francesca Schiavone (7-5 4-6 6-4), Svetlana Kuznetsova (6-2 7-5), Yanina Wickmayer (6-3 2-6 7-5) e in finale Denisa Allertová (6-2 6-0). La serba continua la sua stagione rimanendo sempre in Cina, più precisamente a Wuhan. Al primo turno batte la qualificata Heather Watson (6-3 2-6 6-3) ma al secondo si arrende ad Angelique Kerber in 3 set. A Pechino esce all'esordio contro Dominika Cibulková. Ad Hong Kong è testa di serie numero 4. Al primo turno elimina Ana Bogdan 6-4 6-2 mentre al secondo si sbarazza di Anastasija Rodionova (6-0 6-2). Ai quarti sconfigge Daria Gavrilova con un doppio 6-1. Janković approda in semifinale dove affronta Venus Williams e, al termine di 2 set combattuti, vince la serba per 6-4 7-5, approdando così alla terza finale dell'anno. In finale estrometterà la testa di serie numero 2, Angelique Kerber, con il punteggio di 3-6 7–6(4) 6-1 in 2 ore e 31 minuti.

### 2016: trentasettesima finale WTA e uscita dalla Top 50

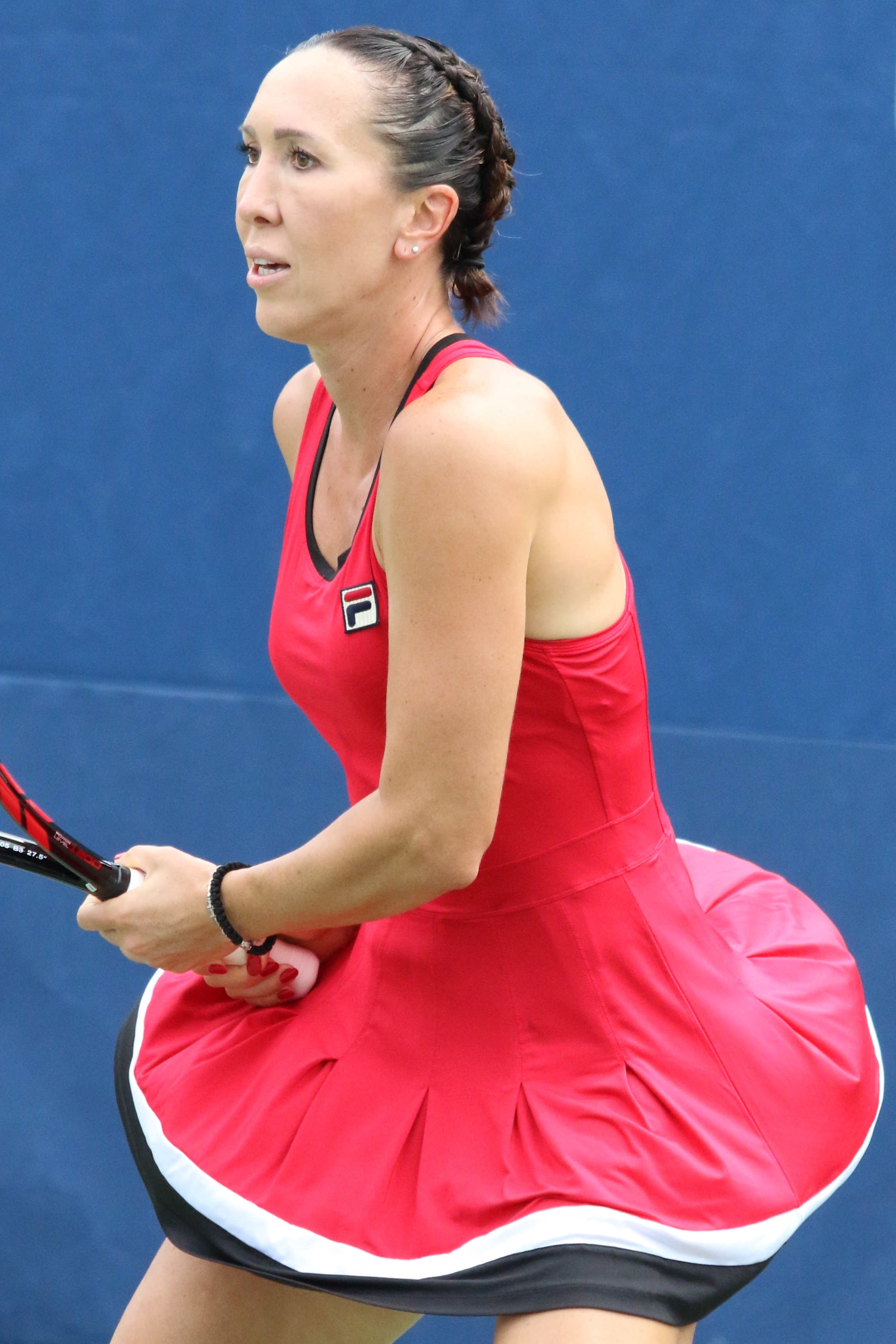
Janković agli US Open 2016

La serba inaugura la stagione a Brisbane, dove esce immediatamente contro la testa di serie numero 8 Roberta Vinci, per 3-6 6-2 6-4. A Sydney ottiene la prima vittoria dell'anno contro la Vandeweghe (6-3 6-4), prima di perdere contro un'altra italiana, Sara Errani, con 2 tie-break. Agli Australian Open è accreditata della 22ª testa di serie e al primo turno sconfigge Polona Hercog in due set, ma al secondo turno si fa sorprendere dalla giovane teutonica Laura Siegemund (6-4 al terzo). La Jankovic partecipa poi alla Fed Cup per la Serbia e disputa due singolari dello spareggio del 2º gruppo mondiale. Janković perde entrambi i suoi singolari contro però due top-ten come Muguruza (6-3 6-4) e Suarez Navarro (6-4 6-2). Alla fine la Spagna si imporrà 4-0. Dopodiché disputa il torneo di Dubai dove, al primo turno, ottiene la prima vittoria dell'anno contro una top-ten (Belinda Bencic, tds numero 5, 4-6 7-5 6-4) prima di venir eliminata al turno successivo da Andrea Petković in 2 rapidi set. A Doha si ferma al secondo turno, battuta da Monica Niculescu. Ad Indian Wells, dove difendeva la finale dell'anno precedente, è numero 20 del seeding e di conseguenza può usufruire di un bye al primo turno. All'esordio elimina Carina Witthöft in 2 set mentre al terzo turno lascia appena un game all'americana Coco Vandeweghe. Accede dunque al quarto turno, dove rimedia una sconfitta dalla testa di serie numero 3 Agnieszka Radwanska. Janković si reca poi a Miami, dove è testa di serie numero 18 e dunque ha un bye al primo turno. Nonostante questo, è costretta al ritiro contro Magda Linette. A Madrid, Roma e Parigi esce all'esordio rispettivamente sconfitta da Sorana Cîrstea, Eugenie Bouchard e Tatjana Maria. Nella stagione sull'erba partecipa al Ricoh Open 2016 dove, da 2º testa di serie, perde al secondo turno contro Evgenya Rodina. A Maiorca centra la prima semifinale dell'anno ma in questa circostanza viene estromessa dalla lettone Sevastova per 4-6 6-1 6-2. A Wimbledon viene eliminata al secondo turno da Marina Eraković in due set. La settimana seguente a Gstaad, accreditata come seconda teste di serie, viene eliminata al primo turno da Rebeka Masarova. A Florianópolis viene invece sconfitta al secondo turno da Ana Bogdan. Agli US Open dove viene eliminata al secondo turno da Carla Suárez Navarro. Torna in campo a Guangzhou per difendere il titolo dell'anno precedente, riesce a raggiungere la finale ma viene sconfitta da Lesja Tsurenko 4-6, 6-3, 4-6. Al Dongfeng Motor Wuhan Open batte al primo turno Dar'ja Gavrilova, al secondo supera Garbiñe Muguruza prima di arrendersi al terzo turno a Barbora Strýcová. A Pechino le è invece fatale il primo turno contro Kristina Mladenovic. Non riesce a difendere il titolo a Hong Kong, sconfitta in semifinale a Caroline Wozniacki. Chiude la stagione a Mosca sconfitta al secondo turno da Anastasija Pavljučenkova. Chiude la stagione da numero 55, per la prima volta dal 2003 fuori dalla top 50.

### 2017: operazione alla schiena e uscita dalla Top 100
Inizia la stagione a Shenzhen, sconfitta al primo turno, in tre set da Simona Halep. Esce al primo turno anche la settimana seguente a Hobart, per mano di Monica Niculescu. Agli Australian Open batte al primo turno la testa di serie numero 26 Laura Siegemund, al secondo supera Julia Görges, ma viene eliminata al terzo per mano di Svetlana Kuznecova. Torna in campo a Taipei e viene eliminata in tre set da Kurumi Nara.
Torna a giocare le qualificazioni dopo dodici anni e mezzo a Doha, riesce a superarle ma viene estromessa in due set da Anastasija Pavljučenkova. Viene sconfitta al primo turno a Dubai da Mona Barthel. Ad Indian Wells raggiunge il secondo turno, dove viene sconfitta da Venus Williams. Non va meglio a Miami, dove è Jaroslava Švedova ad eliminarla al primo turno.
Inizia la stagione su terra a Charleston, perdendo al secondo turno contro Samantha Stosur. Esce al primo turno ai tornei di Praga e Madrid. Raggiunge il secondo turno agli Internazionali BNL d'Italia dove a fermarla è Julia Görges. A Parigi viene sconfitta, al primo turno in due set, dalla qualificata Richèl Hogenkamp.
Sull'erba subisce due sconfitte consecutive a 's-Hertogenbosch e Maiorca. Nel torneo di doppio raggiunge la finale, in coppia con Anastasija Sevastova, ma si ritirano prima di disputarla. A Wimbledon viene eliminata al primo turno dalla nona testa di serie, Agnieszka Radwańska. Dopo aver opposto resistenza nel primo set, nel secondo si lascia andare completamente per un risultato di 6-7 0-6. In coppia con Coco Vandeweghe non fa meglio venendo sconfitte nel primo turno. A Jiangxi supera il primo turno contro J. Kang per 6-2 7-5, per poi perdere in rimonta contro Lu Jingjing per 6-2 1-6 2-6. A Washington si ritira nel set con il punteggio a favore della quinta testa di serie, Océane Dodin (6-4 3-6 0-2). Prende parte agli US Open dove subisce un doppio 5-7 da parte della tredicesima testa di serie, Petra Kvitová.
In ottobre viene operata alla schiena, la quale le aveva già dato problemi nelle ultime stagioni ipotizzando anche un possibile ritiro in caso di un recupero molto lungo. In classifica scivola alla 159ª posizione, uscendo per la prima volta dalla Top 100 dopo 726 settimane consecutive.

### 2018
La Janković si ritira dalla partecipazione al primo Slam dell'anno, l'Australian Open. Cancellandosi dal tabellone principale, Janković interrompe la striscia di 56 partecipazioni Slam consecutive (da Australian Open 2004), vicinissima al record di 62 presenze senza interruzioni di Ai Sugiyama (da Wimbledon 1994 allo Us Open 2009). Il 12 settembre esce ufficialmente dal WTA ranking per la prima volta dopo diciassette anni.

## Statistiche

### Singolare

#### Vittorie (15)
| Legenda: Prima del 2009 | Legenda: Dal 2009     |
| ----------------------- | --------------------- |
| Grande Slam (0)         |                       |
| Ori Olimpici (0)        |                       |
| WTA Finals (0)          |                       |
| Tier I (4)              | Premier Mandatory (1) |
| Tier II (2)             | Premier 5 (1)         |
| Tier III (1)            | Premier (0)           |
| Tier IV (2)             | International (4)     |

| N.  | Data              | Torneo                                       | Superficie    | Avversaria in finale | Punteggio        |
| 1.  | 2 maggio 2004     | Hungarian Grand Prix, Budapest               | Terra rossa   | Martina Suchá        | 7-6(4), 6-3      |
| 2.  | 6 gennaio 2007    | ASB Classic, Auckland                        | Cemento       | Vera Zvonarëva       | 7-6(9), 5-7, 6-3 |
| 3.  | 15 aprile 2007    | Family Circle Cup, Charleston                | Terra verde   | Dinara Safina        | 6-2, 6-2         |
| 4.  | 20 maggio 2007    | Internazionali BNL d'Italia, Roma            | Terra rossa   | Svetlana Kuznecova   | 7-5, 6-1         |
| 5.  | 17 giugno 2007    | AEGON Classic, Birmingham                    | Erba          | Marija Šarapova      | 4-6, 6-3, 7-5    |
| 6.  | 18 maggio 2008    | Internazionali BNL d'Italia, Roma (2)        | Terra rossa   | Alizé Cornet         | 6-2, 6-2         |
| 7.  | 28 settembre 2008 | China Open, Pechino                          | Cemento       | Svetlana Kuznecova   | 6-3, 6-2         |
| 8.  | 5 ottobre 2008    | Porsche Tennis Grand Prix, Stoccarda         | Cemento (i)   | Nadia Petrova        | 6-4, 6-3         |
| 9.  | 12 ottobre 2008   | Kremlin Cup, Mosca                           | Sintetico (i) | Vera Zvonarëva       | 6-2, 6-4         |
| 10. | 12 aprile 2009    | Andalucia Tennis Experience, Marbella        | Terra rossa   | Carla Suárez Navarro | 6-3, 3-6, 6-3    |
| 11. | 16 agosto 2009    | Western & Southern Open, Cincinnati          | Cemento       | Dinara Safina        | 6-4, 6-2         |
| 12. | 21 marzo 2010     | BNP Paribas Open, Indian Wells               | Cemento       | Caroline Wozniacki   | 6-2, 6-4         |
| 13. | 24 febbraio 2013  | Copa Colsanitas, Bogotà                      | Terra rossa   | Paula Ormaechea      | 6-1, 6-2         |
| 14. | 26 settembre 2015 | Guangzhou International Women's Open, Canton | Cemento       | Denisa Allertová     | 6-2, 6-0         |
| 15. | 18 ottobre 2015   | Hong Kong Open, Hong Kong                    | Cemento       | Angelique Kerber     | 3-6, 7-6(4), 6-1 |

#### Sconfitte (21)
| Legenda: Prima del 2009 | Legenda: Dal 2009     |
| ----------------------- | --------------------- |
| Grande Slam (1)         |                       |
| Argenti Olimpici (0)    |                       |
| WTA Finals (0)          |                       |
| Tier I (2)              | Premier Mandatory (2) |
| Tier II (4)             | Premier 5 (3)         |
| Tier III (2)            | Premier (1)           |
| Tier IV (1)             | International (5)     |

| N.  | Data              | Torneo                                       | Superficie  | Avversaria in finale        | Punteggio        |
| 1.  | 5 marzo 2005      | Dubai Tennis Championships, Dubai            | Cemento     | Lindsay Davenport           | 4-6, 6-3, 4-6    |
| 2.  | 12 giugno 2005    | AEGON Classic, Birmingham                    | Erba        | Marija Šarapova             | 2-6, 6-4, 1-6    |
| 3.  | 2 ottobre 2005    | Hansol Korea Open, Seul                      | Cemento     | Nicole Vaidišová            | 5-7, 3-6         |
| 4.  | 13 agosto 2006    | East West Bank Classic, Los Angeles          | Cemento     | Elena Dement'eva            | 3-6, 6-4, 4-6    |
| 5.  | 12 gennaio 2007   | Medibank International, Sydney               | Cemento     | Kim Clijsters               | 6-4, 6(1)-7, 4-6 |
| 6.  | 23 giugno 2007    | Ordina Open, Boscoducale                     | Erba        | Anna Čakvetadze             | 6(2)-7, 6-3, 3-6 |
| 7.  | 19 agosto 2007    | Rogers Cup, Toronto                          | Cemento     | Justine Henin               | 6(3)-7, 5-7      |
| 8.  | 23 settembre 2007 | China Open, Pechino                          | Cemento     | Ágnes Szávay                | 7-6(7), 5-7, 2-6 |
| 9.  | 5 aprile 2008     | Sony Ericsson Open, Miami                    | Cemento     | Serena Williams             | 1-6, 7-5, 3-6    |
| 10. | 7 settembre 2008  | US Open, New York                            | Cemento     | Serena Williams             | 4-6, 5-7         |
| 11. | 3 ottobre 2009    | Toray Pan Pacific Open, Tokyo                | Cemento     | Marija Šarapova             | 2-5 rit.         |
| 12. | 8 maggio 2010     | Internazionali BNL d'Italia, Roma            | Terra rossa | María José Martínez Sánchez | 6(5)-7, 5-7      |
| 13. | 6 marzo 2011      | Monterrey Open, Monterrey                    | Cemento     | Anastasija Pavljučenkova    | 6-2, 2-6, 3-6    |
| 14. | 21 agosto 2011    | Western & Southern Open, Cincinnati          | Cemento     | Marija Šarapova             | 6-4, 6(3)-7, 3-6 |
| 15. | 18 giugno 2012    | AEGON Classic, Birmingham                    | Erba        | Melanie Oudin               | 4-6, 2-6         |
| 16. | 24 agosto 2012    | Texas Tennis Open, Dallas                    | Cemento     | Roberta Vinci               | 5-7, 3-6         |
| 17. | 7 aprile 2013     | Family Circle Cup, Charleston                | Terra verde | Serena Williams             | 6-3, 0-6, 2-6    |
| 18. | 6 ottobre 2013    | China Open, Pechino (2)                      | Cemento     | Serena Williams             | 2-6, 2-6         |
| 19. | 13 aprile 2014    | Copa Colsanitas, Bogotà                      | Terra rossa | Caroline Garcia             | 3-6, 4-6         |
| 20. | 22 marzo 2015     | BNP Paribas Open, Indian Wells               | Cemento     | Simona Halep                | 6-2, 5-7, 4-6    |
| 21. | 24 settembre 2016 | Guangzhou International Women's Open, Canton | Cemento     | Lesja Curenko               | 4-6, 6-3, 4-6    |

### Doppio

#### Vittorie (2)
| Legenda: Prima del 2009 | Legenda: Dal 2009     |
| ----------------------- | --------------------- |
| Grande Slam (0)         |                       |
| Ori Olimpici (0)        |                       |
| WTA Finals (0)          |                       |
| Tier I (0)              | Premier Mandatory (0) |
| Tier II (0)             | Premier 5 (1)         |
| Tier III (1)            | Premier (0)           |
| Tier IV (0)             | International (0)     |

| N. | Data           | Torneo                    | Superficie | Compagna           | Avversarie in finale              | Punteggio        |
| 1. | 18 giugno 2006 | AEGON Classic, Birmingham | Erba       | Li Na              | Jill Craybas Liezel Huber         | 6-2, 6-4         |
| 2. | 11 agosto 2013 | Rogers Cup, Toronto       | Cemento    | Katarina Srebotnik | Anna-Lena Grönefeld Květa Peschke | 5-7, 6-2, [10-6] |

#### Sconfitte (3)
| Legenda               |
| --------------------- |
| Grande Slam (0)       |
| Argenti Olimpici (0)  |
| WTA Finals (0)        |
| Premier Mandatory (0) |
| Premier 5 (0)         |
| Premier (0)           |
| International (3)     |

| N. | Data           | Torneo                          | Superficie | Compagna                 | Avversarie in finale             | Punteggio        |
| 1. | 13 giugno 2015 | Topshelf Open, 's-Hertogenbosch | Erba       | Anastasija Pavljučenkova | Asia Muhammad Laura Siegemund    | 3-6, 5-7         |
| 2. | 26 luglio 2015 | Istanbul Cup, Istanbul          | Cemento    | Çağla Büyükakçay         | Dar'ja Gavrilova Elina Svitolina | 7-5, 1-6, [4-10] |
| 3. | 25 giugno 2017 | Mallorca Open, Maiorca          | Erba       | Anastasija Sevastova     | Chan Yung-jan Martina Hingis     | w/o              |

### Doppio misto

#### Vittorie (1)
| Tornei del Grande Slam  |
| ----------------------- |
| Australian Open (0)     |
| Open di Francia (0)     |
| Torneo di Wimbledon (1) |
| US Open (0)             |

| N. | Data          | Torneo                      | Superficie | Partner      | Avversario in finale        | Punteggio     |
| 1. | 8 luglio 2007 | Torneo di Wimbledon, Londra | Erba       | Jamie Murray | Jonas Björkman Alicia Molik | 6-4, 3-6, 6-1 |

## Circuito WTA 125

### Singolare

#### Vittorie (1)
| N. | Data          | Torneo                                              | Superficie | Avversaria in finale | Punteggio   |
| 1. | 2 agosto 2015 | Jiangxi International Women's Tennis Open, Nanchang | Cemento    | Chang Kai-chen       | 6-3, 7-6(6) |

## Risultati in progressione
| Sigla | Risultato               |
| ----- | ----------------------- |
| V     | Vincitore               |
| F     | Finalista               |
| SF    | Semifinalista           |
| O     | Oro olimpico            |
| A     | Argento olimpico        |
| SF    | Bronzo olimpico         |
| QF    | Quarti di Finale        |
| 4T    | Quarto turno            |
| 3T    | Terzo turno             |
| 2T    | Secondo turno           |
| 1T    | Primo turno             |
| RR    | Round Robin             |
| LQ    | Turno di qualificazione |
| A     | Assente                 |
| ND    | Non disputato           |

| Legenda superfici    |
| -------------------- |
| Cemento              |
| Terra battuta        |
| Erba                 |
| Superficie variabile |

### Singolare
| Torneo                    | 2000            | 2001            | 2002            | 2003            | 2004            | 2005            | 2006            | 2007          | 2008          | 2009          | 2010          | 2011            | 2012            | 2013          | 2014            | 2015            | 2016            | 2017            | Titoli  | V–S     |
| ------------------------- | --------------- | --------------- | --------------- | --------------- | --------------- | --------------- | --------------- | ------------- | ------------- | ------------- | ------------- | --------------- | --------------- | ------------- | --------------- | --------------- | --------------- | --------------- | ------- | ------- |
| Tornei del Grande Slam    |                 |                 |                 |                 |                 |                 |                 |               |               |               |               |                 |                 |               |                 |                 |                 |                 |         |         |
| Australian Open           | Assente         | Assente         | Assente         | 2T              | 2T              | 2T              | 2T              | 4T            | SF            | 4T            | 3T            | 2T              | 4T              | 3T            | 4T              | 1T              | 2T              | 3T              | 0 / 15  | 29–15   |
| Open di Francia           | Assente         | Assente         | Assente         | LQ              | 1T              | 1T              | 3T              | SF            | SF            | 4T            | SF            | 4T              | 2T              | QF            | 4T              | 1T              | 1T              | 1T              | 0 / 14  | 31–14   |
| Wimbledon                 | Assente         | Assente         | Assente         | LQ              | 1T              | 3T              | 4T              | 4T            | 4T            | 3T            | 4T            | 1T              | 1T              | 2T            | 1T              | 4T              | 2T              |                 | 0 / 13  | 21–13   |
| US Open                   | Assente         | Assente         | LQ              | LQ              | 2T              | 3T              | SF              | QF            | F             | 2T            | 3T            | 3T              | 3T              | 4T            | 4T              | 1T              | 2T              |                 | 0 / 13  | 32–13   |
| Vittorie-sconfitte        | 0–0             | 0–0             | 0–1             | 7–4             | 2–4             | 5–4             | 11–4            | 15–4          | 19–4          | 9–4           | 12–4          | 6–4             | 6–4             | 10–4          | 9–4             | 3-4             | 3-4             | 2-2             | 0 / 55  | 113–55  |
| Giochi Olimpici           |                 |                 |                 |                 |                 |                 |                 |               |               |               |               |                 |                 |               |                 |                 |                 |                 |         |         |
| Giochi olimpici estivi    | A               | Non disputato   | Non disputato   | Non disputato   | 1T              | Non disputato   | Non disputato   | Non disputato | QF            | Non disputato | Non disputato | Non disputato   | 1T              | Non disputato | Non disputato   | Non disputato   | A               | ND              | 0 / 3   | 3–3     |
| Tornei di fine anno       |                 |                 |                 |                 |                 |                 |                 |               |               |               |               |                 |                 |               |                 |                 |                 |                 |         |         |
| WTA Tour Championships    | Non qualificata | Non qualificata | Non qualificata | Non qualificata | Non qualificata | Non qualificata | Non qualificata | RR            | SF            | SF            | RR            | NQ              | NQ              | SF            | Non qualificata | Non qualificata | Non qualificata | Non qualificata | 0 / 5   | 5–13    |
| WTA Elite Trophy          | Non disputato   | Non disputato   | Non disputato   | Non disputato   | Non disputato   | Non disputato   | Non disputato   | Non disputato | Non disputato | A             | A             | Non qualificata | Non qualificata | A             | A               | RR              | Non qualificata | Non qualificata | 0 / 1   | 1–1     |
| WTA Premier Mandatory     |                 |                 |                 |                 |                 |                 |                 |               |               |               |               |                 |                 |               |                 |                 |                 |                 |         |         |
| Indian Wells              | A               | 2T              | A               | 1T              | 1T              | 2T              | 2T              | 4T            | SF            | 2T            | V             | 4T              | 2T              | 2T            | QF              | F               | 4T              | 2T              | 1 / 16  | 26–15   |
| Miami                     | A               | LQ              | A               | 1T              | 3T              | 2T              | 2T              | 3T            | F             | 2T            | 4T            | QF              | 2T              | SF            | 2T              | 2T              | 2T              | 1T              | 0 / 15  | 17–15   |
| Madrid                    | Non disputato   | Non disputato   | Non disputato   | Non disputato   | Non disputato   | Non disputato   | Non disputato   | Non disputato | Non disputato | QF            | QF            | 2T              | 1T              | 1T            | 2T              | A               | 1T              | 1T              | 0 / 8   | 7–8     |
| Pechino                   | Non disputato   | Non disputato   | Non disputato   | Non disputato   | Non Tier I      | Non Tier I      | Non Tier I      | Non Tier I    | Non Tier I    | 2T            | 2T            | 1T              | 3T              | F             | 1T              | 1T              | 1T              |                 | 0 / 8   | 8–8     |
| WTA Premier 5             |                 |                 |                 |                 |                 |                 |                 |               |               |               |               |                 |                 |               |                 |                 |                 |                 |         |         |
| Dubai                     | Non Tier I      | Non Tier I      | Non Tier I      | Non Tier I      | Non Tier I      | Non Tier I      | Non Tier I      | Non Tier I    | Non Tier I    | 3T            | 3T            | SF              | Non Premier 5   | Non Premier 5 | Non Premier 5   | 2T              | NP5             | 1T              | 0 / 5   | 6–5     |
| Doha                      | Non Tier I      | Non Tier I      | Non Tier I      | Non Tier I      | Non Tier I      | Non Tier I      | Non Tier I      | Non Tier I    | QF            | Non disputato | Non disputato | NP5             | 1T              | 1T            | SF              | NP5             | 2T              | NP5             | 0 / 5   | 6–5     |
| Roma                      | Assente         | Assente         | Assente         | 1R              | LQ              | 2R              | QF              | V             | V             | QF            | F             | QF              | 1T              | QF            | SF              | 3T              | 1T              | 2T              | 2 / 14  | 30–12   |
| Canada                    | Assente         | Assente         | Assente         | Assente         | 2T              | 1T              | 3T              | F             | QF            | QF            | 2T            | 1T              | 2T              | 3T            | 3T              | 2T              | A               |                 | 0 / 11  | 15–11   |
| Cincinnati                | Non disputato   | Non disputato   | Non disputato   | Non disputato   | Non Tier I      | Non Tier I      | Non Tier I      | Non Tier I    | Non Tier I    | V             | 3T            | F               | 1T              | SF            | QF              | SF              | A               |                 | 1 / 7   | 20–6    |
| Tokyo                     | Assente         | Assente         | Assente         | Assente         | Assente         | 1R              | 1R              | QF            | QF            | F             | 3T            | 3T              | 2T              | 3T            | NP5             | NP5             | NP5             | NP5             | 0 / 9   | 11–10   |
| Wuhan                     | Non disputato   | Non disputato   | Non disputato   | Non disputato   | Non disputato   | Non disputato   | Non disputato   | Non disputato | Non disputato | Non disputato | Non disputato | Non disputato   | Non disputato   | Non disputato | 2T              | 2T              | 3T              |                 | 0 / 3   | 4–3     |
| Statistiche Carriera      |                 |                 |                 |                 |                 |                 |                 |               |               |               |               |                 |                 |               |                 |                 |                 |                 |         |         |
| Tornei giocati            | 2               | 5               | 14              | 24              | 28              | 29              | 28              | 28            | 22            | 20            | 21            | 22              | 28              | 20            | 22              | 24              | 21              | 15              | 280     | 280     |
| Titoli                    | 0               | 0               | 0               | 0               | 1               | 0               | 0               | 4             | 4             | 2             | 1             | 0               | 0               | 1             | 0               | 2               | 0               | 0               | 15      | 15      |
| Finali raggiunte          | 0               | 0               | 0               | 0               | 1               | 3               | 1               | 8             | 6             | 3             | 2             | 2               | 2               | 3             | 1               | 3               | 1               | 0               | 36      | 36      |
| Cemento                   | 0–1             | 3–4             | 12–7            | 29–12           | 23–19           | 22–18           | 31–14           | 38–14         | 43–14         | 27–13         | 19–16         | 26–15           | 26–20           | 23–14         | 22–14           | 31-14           | 18–16           | 6-8             | 399–233 | 399–233 |
| Terra rossa               | 0–0             | 6–1             | 9–7             | 17–9            | 6–4             | 7–5             | 8–7             | 23–4          | 13–3          | 17–4          | 16–6          | 12–6            | 3-6             | 21–6          | 16–6            | 5-3             | 0-4             | 2-5             | 181–86  | 181–86  |
| Erba                      | 0–0             | 0–0             | 0–0             | 0–1             | 4–3             | 6–3             | 6–3             | 10–2          | 3–1           | 2–2           | 3–1           | 0–1             | 3–4             | 2–1           | 0–2             | 8-3             | 5-3             | 0–2             | 52-32   | 52-32   |
| Sintetico                 | 0–1             | 0–0             | 0–0             | 0–1             | 3–1             | 1–3             | 0–3             | 1–5           | 6–1           | 0–0           | 0–0           | 0–0             | 0–0             | 0–0           | 0–0             | 0–0             | 0–0             | 0–0             | 11–15   | 11–15   |
| Vittorie-sconfitte totali | 0–2             | 9–5             | 21–14           | 46–23           | 36–27           | 36–29           | 45–27           | 72–25         | 65–19         | 46–19         | 38–23         | 38–22           | 31–28           | 46–21         | 38–22           | 44–20           | 23-23           | 8-15            | 643–366 | 643–366 |
| Percentuale vittorie      | 0%              | 64%             | 60%             | 67%             | 57%             | 55%             | 63%             | 75%           | 77%           | 71%           | 62%           | 63%             | 53%             | 69%           | 63%             | 69%             | 50%             | 35%             | 64%     | 64%     |
| Ranking di fine anno      | n/a             | 361             | 194             | 85              | 28              | 22              | 12              | 3             | 1             | 8             | 8             | 14              | 22              | 8             | 16              | 21              | 55              |                 |         |         |

### Doppio
| Tornei del Grande Slam |     |     |     |     |     |     |     |     |     |     |     |     |     |        |       |
| Australian Open        | 2T  | 1T  | 1T  | 3T  | A   | 2T  | A   | A   | 3T  | 2T  | 1T  | 1T  | 1T  | 0 / 9  | 7–9   |
| Open di Francia        | 1T  | 1T  | 2T  | A   | A   | A   | 2T  | A   | 3T  | 3T  | A   | A   | 1T  | 0 / 7  | 6–7   |
| Wimbledon              | 1T  | 2T  | A   | A   | A   | 3T  | 1T  | 1T  | QF  | 1T  | 1T  | 3T  |     | 0 / 9  | 8–9   |
| US Open                | 3T  | 2T  | 1T  | A   | A   | 1T  | 2T  | 1T  | 3T  | 3T  | 3T  | 1T  |     | 0 / 10 | 10–10 |
| Vittorie-sconfitte     | 3–4 | 2–4 | 1–3 | 2–1 | 0–0 | 3–3 | 2–3 | 0–2 | 9–4 | 5–4 | 2-3 | 2-3 | 0–2 | 0 / 36 | 31–36 |

## Vittorie contro giocatrici Top 10
| Stagione | 2004 | 2005 | 2006 | 2007 | 2008 | 2009 | 2010 | 2011 | 2012 | 2013 | 2014 | 2015 | 2016 | Totale |
| Vittorie | 1    | 1    | 4    | 7    | 12   | 5    | 4    | 2    | 1    | 5    | 3    | 3    | 2    | 50     |

| #    | Giocatrice             | Ranking | Evento                            | Superficie      | Turno | Punteggio           | Rank. JJR |
| ---- | ---------------------- | ------- | --------------------------------- | --------------- | ----- | ------------------- | --------- |
| 2004 |                        |         |                                   |                 |       |                     |           |
| 1.   | Elena Dement'eva (1)   | 8       | Australian Open, Melbourne        | Cemento         | 1T    | 6-1, 6-4            | 79        |
| 2005 |                        |         |                                   |                 |       |                     |           |
| 2.   | Serena Williams (1)    | 4       | Dubai Tennis Championships, Dubai | Cemento         | SF    | 6-0, 4-3 rit.       | 28        |
| 2006 |                        |         |                                   |                 |       |                     |           |
| 3.   | Nicole Vaidišová (1)   | 10      | US Open, New York                 | Cemento         | 3T    | 5-7, 6-3, 6-2       | 20        |
| 4.   | Svetlana Kuznecova (1) | 7       | US Open, New York                 | Cemento         | 4T    | 6(5)-7, 6-3, 6-2    | 20        |
| 5.   | Elena Dement'eva (2)   | 5       | US Open, New York                 | Cemento         | QF    | 6-2, 6-1            | 20        |
| 6.   | Nadia Petrova (1)      | 7       | China Open, Pechino               | Cemento         | QF    | 6-4, 4-6, 6-2       | 17        |
| 2007 |                        |         |                                   |                 |       |                     |           |
| 7.   | Martina Hingis (1)     | 7       | Sydney International, Sydney      | Cemento         | 1T    | 6-4, 4-6, 6-3       | 12        |
| 8.   | Amélie Mauresmo        | 3       | Sydney International, Sydney      | Cemento         | QF    | 7-5, 6-0            | 12        |
| 9.   | Martina Hingis (2)     | 6       | Dubai Tennis Championships, Dubai | Cemento         | QF    | 7-6(3), 6-2         | 11        |
| 10.  | Svetlana Kuznecova (2) | 3       | Internazionali d'Italia, Roma     | Terra rossa     | F     | 7-5, 6-1            | 5         |
| 11.  | Nicole Vaidišová (2)   | 10      | Open di Francia, Parigi           | Terra rossa     | QF    | 6-3, 7-5            | 5         |
| 12.  | Marija Šarapova        | 2       | Birmingham Classic, Birmingham    | Erba            | F     | 4-6, 6-3, 7-5       | 3         |
| 13.  | Nadia Petrova (2)      | 9       | Stuttgart Open, Stoccarda         | Cemento (i)     | QF    | 6(5)-7, 5-1 rit.    | 3         |
| 2008 |                        |         |                                   |                 |       |                     |           |
| 14.  | Serena Williams (2)    | 7       | Australian Open, Melbourne        | Cemento         | QF    | 6-3, 6-4            | 4         |
| 15.  | Anna Čakvetadze        | 6       | Dubai Tennis Championships, Dubai | Cemento         | QF    | 6-1, rit.           | 4         |
| 16.  | Venus Williams (1)     | 9       | Internazionali d'Italia, Roma     | Terra rossa     | QF    | 5-7, 6-2, 6-3       | 4         |
| 17.  | Elena Dement'eva (3)   | 6       | US Open, New York                 | Cemento         | SF    | 6-4, 6-4            | 2         |
| 18.  | Vera Zvonarëva (1)     | 9       | China Open, Pechino               | Cemento         | SF    | 6-4, 2-6, 6-4       | 2         |
| 19.  | Svetlana Kuznecova (3) | 7       | China Open, Pechino               | Cemento         | F     | 6-3, 6-2            | 2         |
| 20.  | Vera Zvonarëva (2)     | 9       | Stuttgart Open, Stoccarda         | Cemento (i)     | QF    | 7-6(8), 7-6(5)      | 2         |
| 21.  | Venus Williams (2)     | 8       | Stuttgart Open, Stoccarda         | Cemento (i)     | SF    | 6(8)-7, 7-5, 6-2    | 2         |
| 22.  | Elena Dement'eva (4)   | 4       | Kremlin Cup, Mosca                | Cemento (i)     | SF    | 0-6, 6-1, 6-0       | 1         |
| 23.  | Vera Zvonarëva (3)     | 9       | Kremlin Cup, Mosca                | Cemento (i)     | F     | 6-2, 6-4            | 1         |
| 24.  | Svetlana Kuznecova (4) | 7       | WTA Tour Championships, Doha      | Cemento         | RR    | 7-6(6), 6-4         | 1         |
| 25.  | Ana Ivanović           | 4       | WTA Tour Championships, Doha      | Cemento         | RR    | 6-3, 6-4            | 1         |
| 2009 |                        |         |                                   |                 |       |                     |           |
| 26.  | Viktoryja Azaranka (1) | 9       | Cincinnati Open, Cincinnati       | Cemento         | 3T    | 7-5, 7-6(4)         | 5         |
| 27.  | Elena Dement'eva (5)   | 4       | Cincinnati Open, Cincinnati       | Cemento         | SF    | 7-6(2), 0-6, 7-6(6) | 5         |
| 28.  | Dinara Safina (1)      | 1       | Cincinnati Open, Cincinnati       | Cemento         | F     | 6-4, 6-2            | 5         |
| 29.  | Caroline Wozniacki (1) | 4       | WTA Tour Championships, Doha      | Cemento         | RR    | 6-2, 6-1            | 8         |
| 30.  | Dinara Safina (2)      | 1       | WTA Tour Championships, Doha      | Cemento         | RR    | 1-1 rit.            | 8         |
| 2010 |                        |         |                                   |                 |       |                     |           |
| 31.  | Svetlana Kuznecova (5) | 4       | Fed Cup, Belgrado                 | Cemento (i)     | QF    | 6-3, 4-6, 6-3       | 8         |
| 32.  | Caroline Wozniacki (2) | 4       | Indian Wells Open, Indian Wells   | Cemento         | F     | 6-2, 6-4            | 8         |
| 33.  | Venus Williams (3)     | 4       | Internazionali d'Italia, Roma     | Terra rossa     | QF    | 6-0, 6-1            | 7         |
| 34.  | Serena Williams (3)    | 1       | Internazionali d'Italia, Roma     | Terra rossa     | SF    | 4-6, 6-3, 7-6(5)    | 7         |
| 2011 |                        |         |                                   |                 |       |                     |           |
| 35.  | Samantha Stosur (1)    | 5       | Dubai Tennis Championships, Dubai | Cemento         | QF    | 6-3, 5-7, 7-6(4)    | 8         |
| 36.  | Francesca Schiavone    | 8       | Cincinnati Open, Cincinnati       | Cemento         | 3T    | 6-3, 5-7, 6-4       | 14        |
| 2012 |                        |         |                                   |                 |       |                     |           |
| 37.  | Samantha Stosur (2)    | 5       | Dubai Tennis Championships, Dubai | Cemento         | QF    | 6-4, 6-2            | 14        |
| 2013 |                        |         |                                   |                 |       |                     |           |
| 38.  | Samantha Stosur (3)    | 9       | Stuttgart Open, Stoccarda         | Terra rossa (i) | 1T    | 6-4, 6-4            | 18        |
| 39.  | Li Na                  | 5       | Internazionali d'Italia, Roma     | Terra rossa     | 3T    | 7-6(2), 7-5         | 18        |
| 40.  | Samantha Stosur (4)    | 9       | Open di Francia, Parigi           | Terra rossa     | 4T    | 3-6, 6-3, 6-4       | 18        |
| 41.  | Petra Kvitová (1)      | 7       | China Open, Pechino               | Cemento         | SF    | 6(7)-7, 6-1, 6-1    | 11        |
| 42.  | Viktoryja Azaranka (2) | 2       | WTA Tour Championships, Istanbul  | Cemento (i)     | RR    | 6-4, 6-3            | 8         |
| 2014 |                        |         |                                   |                 |       |                     |           |
| 43.  | Angelique Kerber (1)   | 9       | Brisbane International, Brisbane  | Cemento         | QF    | 6(8)-7, 6-3, 6-1    | 8         |
| 44.  | Petra Kvitová (2)      | 6       | Qatar Ladies Open, Doha           | Cemento         | QF    | 6-1, 6-3            | 8         |
| 45.  | Agnieszka Radwańska    | 3       | Internazionali d'Italia, Roma     | Terra rossa     | QF    | 6-4, 6-4            | 8         |
| 2015 |                        |         |                                   |                 |       |                     |           |
| 46.  | Petra Kvitová (3)      | 2       | Torneo di Wimbledon, Londra       | Erba            | 3T    | 3-6, 7-5, 6-4       | 30        |
| 47.  | Karolína Plíšková      | 7       | Cincinnati Open, Cincinnati       | Cemento         | 3T    | 6-2, 3-6, 7-5       | 25        |
| 48.  | Angelique Kerber (2)   | 9       | Hong Kong Tennis Open, Hong Kong  | Cemento         | F     | 3-6, 7-6(4), 6-1    | 24        |
| 2016 |                        |         |                                   |                 |       |                     |           |
| 49.  | Belinda Bencic         | 9       | Dubai Tennis Championships, Dubai | Cemento         | 1T    | 4-6, 7-5, 6-4       | 20        |
| 50.  | Garbiñe Muguruza       | 3       | Wuhan Open, Wuhan                 | Cemento         | 2T    | 6-4, 7-6(2)         | 39        |